# Donaukanal

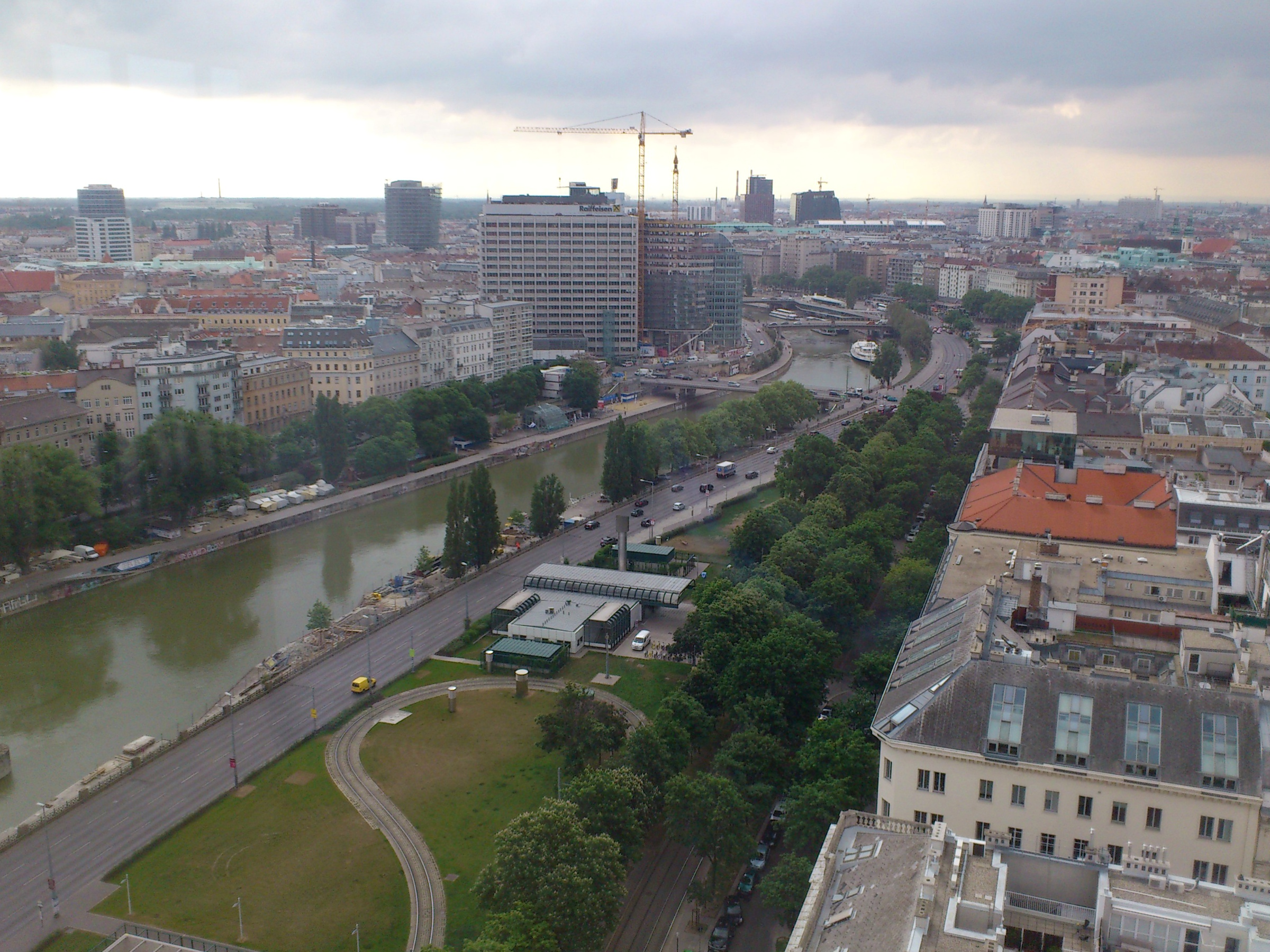
Der Donaukanal in der Inneren Stadt, Blick vom Ringturm in Richtung Schwedenplatz; am linken Ufer: 2. Bezirk

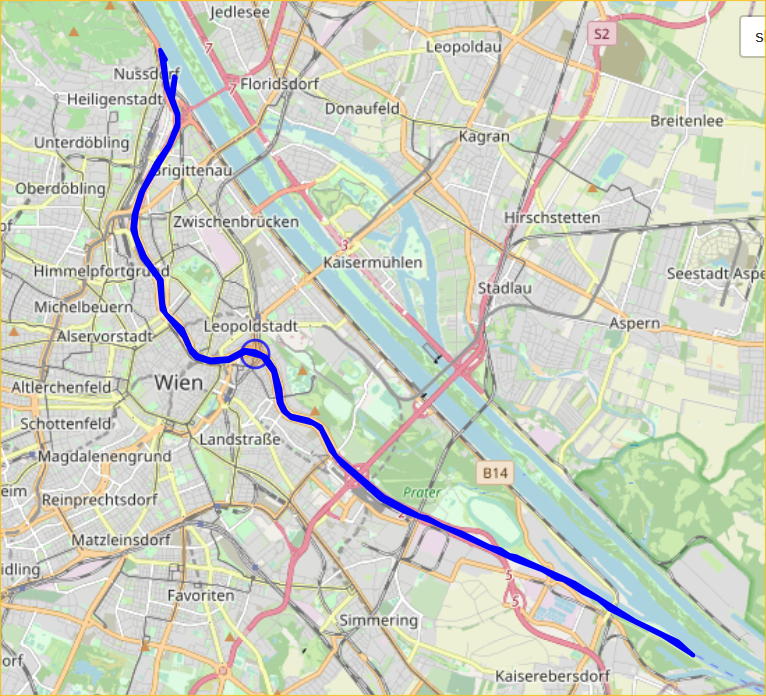
Trasse des Donaukanals durch Wien

Der Donaukanal ist der dem Stadtzentrum nächste Donauarm in Wien. Er wurde einst auch Wiener Wasser oder Wiener Arm genannt. Der vorgeschlagene Begriff Kleine Donau für ihn hat sich nicht durchgesetzt.
Der 17,3 km lange Donaukanal zweigt bei Nussdorf kurz vor der Nussdorfer Wehr- und Schleusenanlage an der Grenze des 20. zum 19. Bezirk vom 1875 gefluteten neuen Hauptstrom ab und mündet nahe dem Alberner Hafen beim so genannten Praterspitz an der Grenze des 2. zum 11. Bezirk wieder in ihn. Er trennt die bei der Donauregulierung bis 1875 entstandene einheitliche Flussinsel, die auf die Wiener Bezirke 2 (Leopoldstadt) und 20 (Brigittenau) aufgeteilt ist, von der Inneren Stadt und den anderen Stadtbezirken auf dem rechten Ufer. Die Wasserfläche des Donaukanals gehört auf ihrer ganzen Länge zum 20. bzw. 2. Bezirk, deren Grenzen am rechten Ufer gegen die stromabwärts aufeinanderfolgenden Bezirke 19, 9, 1, 3 und 11 verlaufen.

## Verlauf

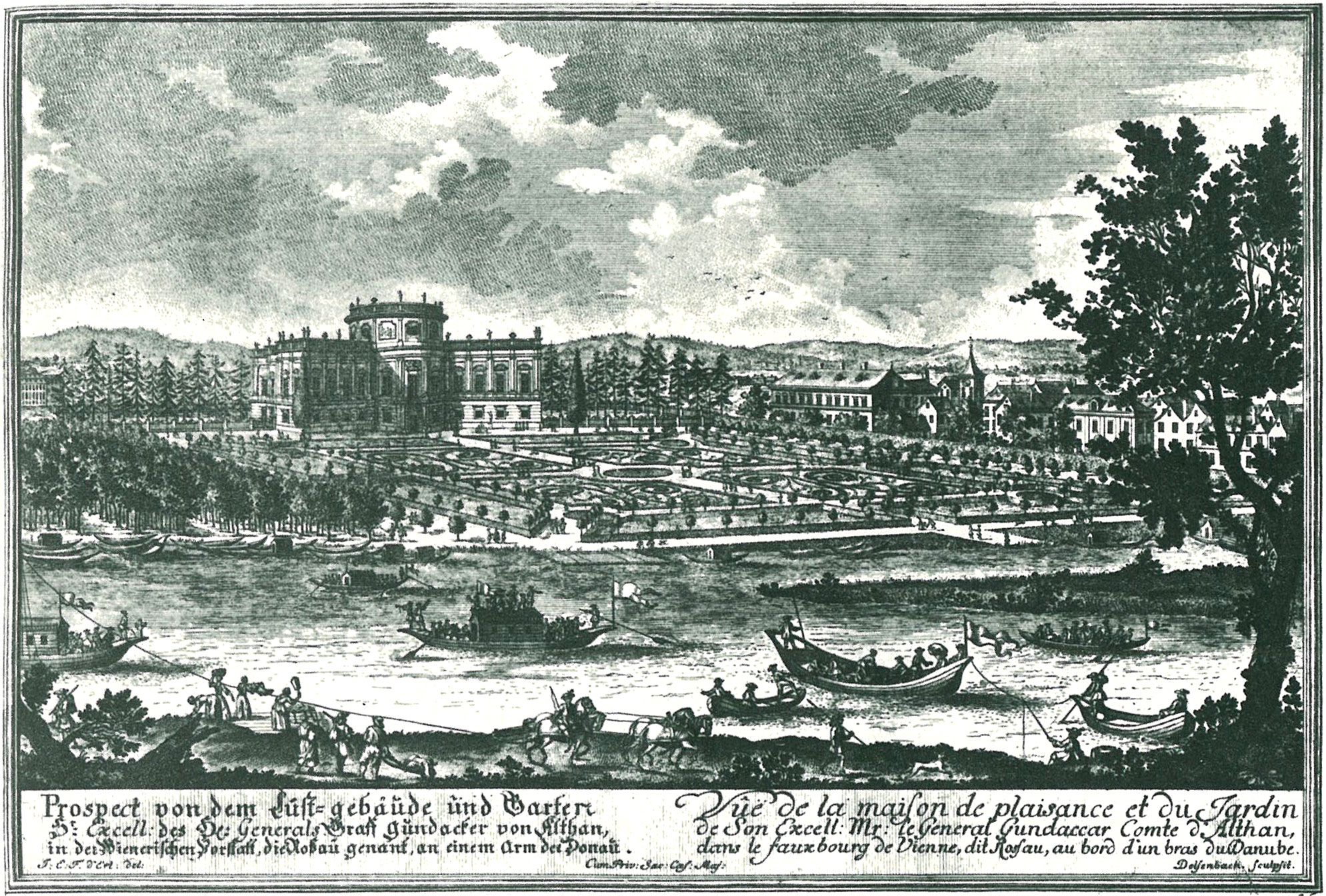
Boote vor dem Palais Althan-Pouthon um 1720 in der Roßau auf einem Arm der Donau

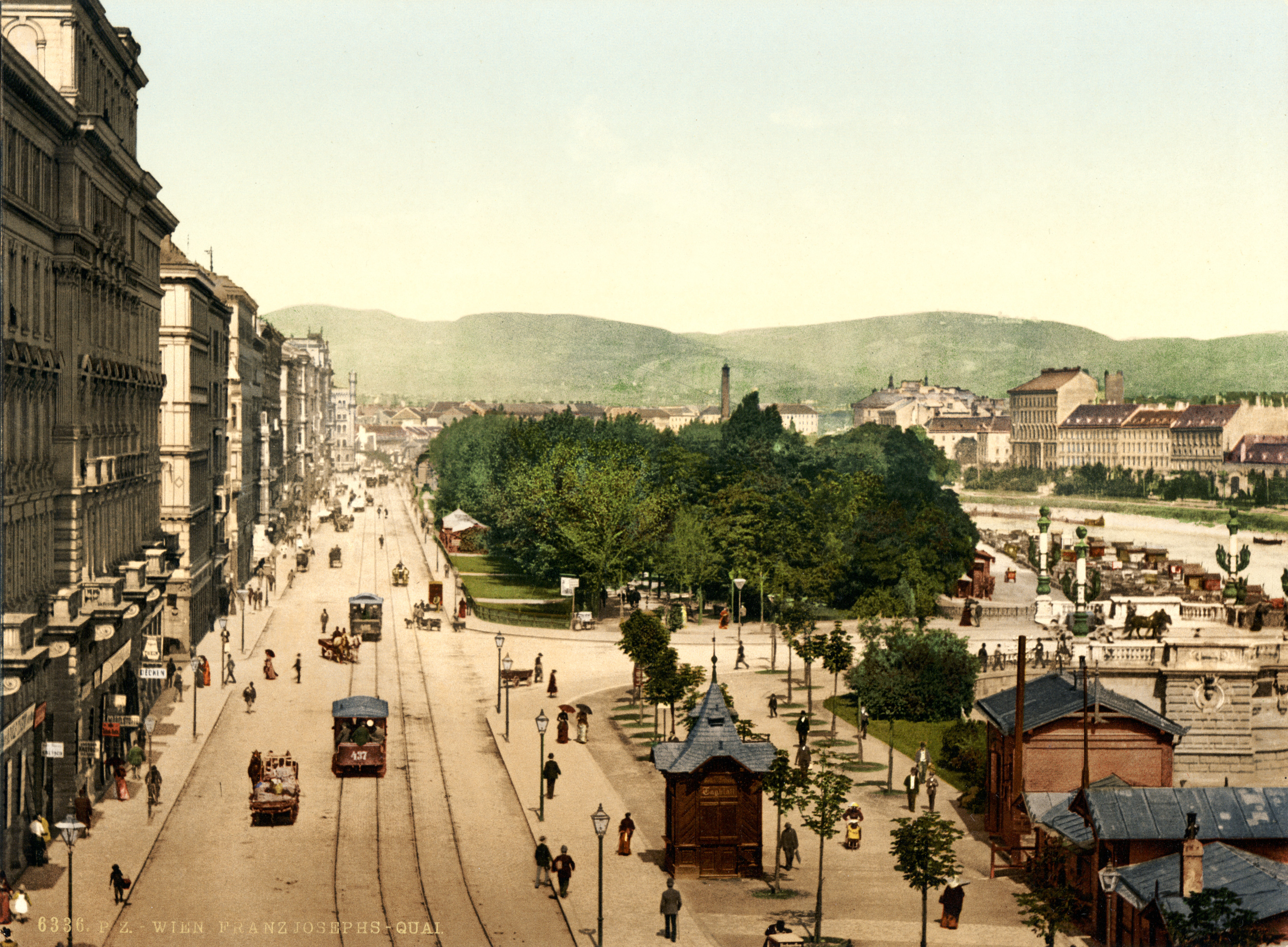
Franz-Josefs-Kai und Donaukanal von der bis 1919 so genannten Stephaniebrücke flussaufwärts (um 1900)

Im Mittelalter war der Lauf des heutigen Donaukanals der Hauptarm der Donau. Auf einer hochwassersicheren Terrasse an seinem Südwestufer entwickelte sich die Stadt Wien. Die Donau führte früher häufig Hochwasser, die das Bett immer wieder veränderten. Der Hauptstrom verlagerte sich dabei immer wieder. Gegen 1700 kam, da der Hauptstrom nunmehr weit im Osten floss, für den stadtnahen Arm die Bezeichnung „Donaukanal“ auf. 1598–1600 wurde dieser erstmals reguliert. In den 1830er Jahren wurde sein Bett aus dem noch heute bestehenden Mauthnerwasser beim Lusthaus in den heutigen geraden Verlauf zwischen Gaswerk und Freudenau verlegt. Im Zuge der Donauregulierung 1868–1875 wurde der Donaukanal nochmals ausgebaut, insbesondere das Einlaufbauwerk bei Nussdorf und die Mündung bei Albern.

## Schifffahrt
Der Donaukanal war jahrhundertelang für die Personen- und Frachtschifffahrt wichtig, bot er doch Länden in unmittelbarer Nähe zur damaligen Stadt. 1855 wurde daher das neue Direktionsgebäude der Ersten Donaudampfschiffahrtsgesellschaft, bis 1918 die größte Binnenschiffsreederei Europas, bei der Mündung des Wienflusses in den Donaukanal am Rand der Altstadt eröffnet. Pläne, den Kanal auch nach der 1875 abgeschlossenen Donauregulierung für die Frachtschifffahrt zu nützen, erwiesen sich bald als obsolet, da am Handelskai des neuen Donaustroms Bahn- und Straßenanschlüsse ebenso wie Lagerhäuser wesentlich leichter zu schaffen waren als dicht am sich immer weiter ausbreitenden Siedlungsgebiet der wachsenden Großstadt. Auch die Personenschifffahrt fand zu einem beträchtlichen Teil am Hauptstrom statt, ein Teil davon jedoch nutzte weiter den Donaukanal. 2010 wurde beim Schwedenplatz die neue Schiffstation Wien City eröffnet, von der aus der Twin City Liner nach Pressburg/Bratislava und Rundfahrtenschiffe verkehren.

## Infrastruktur
Aufgrund des Gesetzes vom 18. Juli 1892 errichtete die Commission für Verkehrsanlagen in Wien in den 1890er Jahren die Wiener Stadtbahn und traf zugleich Vorsorge für den Ausbau des Donaukanals. Die Donaukanallinie wurde als letzte der Linien des Wiener Stadtbahnnetzes 1901 eröffnet; die Strecke verläuft am Donaukanal auf der Höhe des Vorkais, zumeist in Galerien, und erhielt hier vier Stationen: Brigittabrücke, heute Friedensbrücke, Elisabethpromenade, heute Rossauer Lände, Schottenring und Ferdinandsbrücke, heute Schwedenplatz. Sie war ab 1925 Teil der Wiener Elektrischen Stadtbahn und wurde ab 1976 sukzessive auf U-Bahn-Betrieb umgestellt. Heute ist sie Teil der U4. 1996 kam im Norden die U-Bahn-Station Spittelau (U4, U6) dazu; von dort bis Friedensbrücke verkehrt die U4 in offenem Einschnitt.
Von 1901 bis 1906 errichtete man als Teil einer geplanten Schleusentreppe die Kaiserbadschleuse (2./1. Bezirk), die jedoch nie in Betrieb ging. Otto Wagner gestaltete für die Schleuse das Schützenhaus – Schütz heißt die bewegliche Metallplatte eines Wehrs; im Schützenhaus sollten die Schütze aufbewahrt werden, wenn das Wehr außer Betrieb war – das im 2. Bezirk am linken Kanalufer auf Höhe des Vorkais der U-Bahn-Station Schottenring gegenüberliegende Gebäude wurde als Restaurant revitalisiert. Überlegungen, den Donaukanal zu einem Handelshafen auszubauen, erwiesen sich bald als obsolet, da am regulierten Donaustrom wesentlich mehr Platz zur Verfügung stand und die Anbindung an Eisenbahnstrecken dort viel einfacher war.
Weil der Kanal das Wiener Stadtzentrum erschließt, dachte man ab der Mitte des 20. Jahrhunderts daran, diesen Bereich als wichtige Achse des Individualverkehrs zu entwickeln. In den 1960er Jahren wurde eine Stadtautobahn quer durch Wien geplant; die 1971 erstellte Städtebauliche Studie Donaukanal (Viktor Hufnagl, Traude und Wolfgang Windbrechtinger) lehnte dies jedoch ab, weil diese Nutzung den Erholungswert und die Klimafunktion des Donaukanals beeinträchtigen würde. Das Stadtautobahnprojekt wurde daraufhin in einer Grundsatzerklärung des Wiener Bürgermeisters Felix Slavik Anfang September 1972 (siehe Tagespresse vom 3. September 1972) offiziell verworfen. In der Folge wurden allerdings noch einige Kilometer autobahnartiger Begleitstraßen (heute: B 227) nördlich und südlich des Zentrums errichtet, darunter 1980–1983 der Knoten Nussdorf und im südlichen Teil des Donaukanals bis 1975 die beiden Richtungsfahrbahnen der Ostautobahn A4 mit der Schrägseilbrücke über den Kanal.
Der Einsturz der Wiener Reichsbrücke am 1. August 1976 blockierte bis zur Errichtung einer provisorischen Schifffahrtsrinne den Schiffsverkehr auf der Donau. Als Notbehelf wurden bis zum 29. September 1976 rund 150 Schiffe bzw. Schleppkähne durch den Donaukanal umgeleitet. Weil aber die Bauarbeiten an der U-Bahn-Linie U1 beim Schwedenplatz zu dieser Zeit den Donaukanal verengten, war dessen Nutzung nur eingeschränkt möglich. Nach in der Anfangszeit gemachten Erfahrungen beschränkte man den erlaubten Tiefgang der durchfahrenden Schiffe und Schleppkähne auf höchstens etwa 120 Zentimeter und ihre maximale Ladung auf etwa 450 Tonnen. Acht kleine Schlepp- und Bugsierschiffe sowie eine Planierraupe an Land assistierten den passierenden Wasserfahrzeugen. Mit Ausnahmegenehmigung fuhr am 24. September 1976 der DDSG-Schubleichter 17006 mit 600 Tonnen Fracht durch den Kanal und wurde dadurch zum (bis heute) schwersten Wasserfahrzeug, das jemals den Donaukanal befuhr.

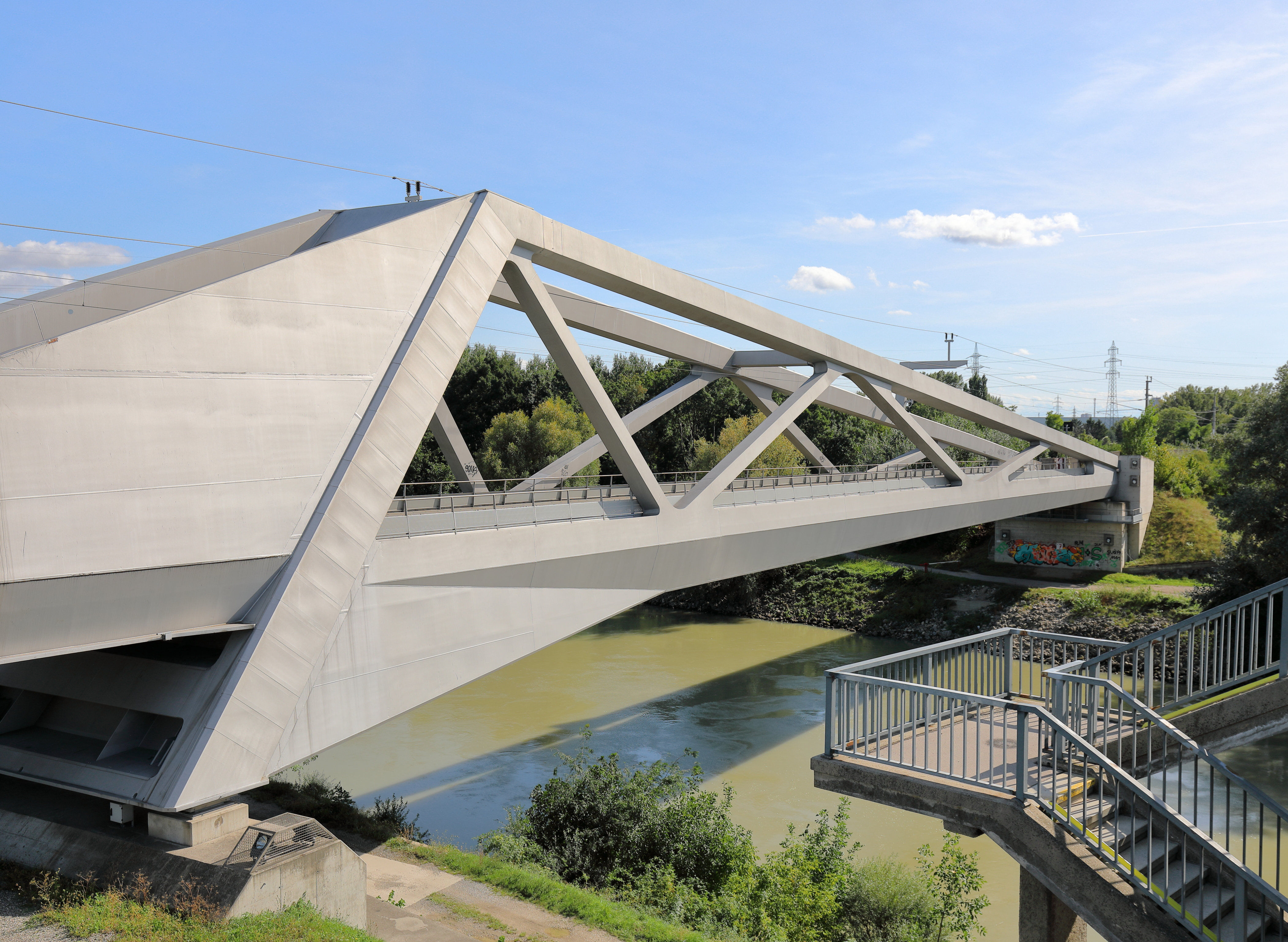
Winterhafenbrücke. Letzte Brücke vor Einmündung in die Donau; errichtet 2007/08

Der Donaukanal wurde 2012 von 22 Straßen- und sechs Eisenbahnbrücken sowie fünf Fußgängerstegen überquert. Die Schemerlbrücke der Nussdorfer Schleuse von Otto Wagner mit dem dazugehörigen Verwaltungsgebäude ersetzte das einstige Schwimmtor und ist die in Fließrichtung erste Brücke. Die trotz der Einwände des Bundesdenkmalamtes unmittelbar daneben errichtete Stelzenautobahn entlang des Kanalufers beim Knoten Nussdorf beeinträchtigt die städtebauliche Wirkung des Entwurfs von Otto Wagner beträchtlich. Die nach mehr als 60 Jahren seit 2008 wieder befahrbare Winterhafenbrücke, eine Eisenbahnbrücke, ist die letzte vor der Mündung. Als neueste Brücke wurde 2011 die Seitenhafenbrücke im unteren Teil des Donaukanals nahe dem Donauhafen Freudenau eröffnet.
Seit dem 10. Mai 2008 kann der Donaukanal von U-Bahn-Benutzern zu Fuß unterquert werden, weil die Bahnsteige der neuen U2-Station Schottenring (Abgang im 1. Bezirk) quer unter dem Flussbett liegen und auch ein Ausgang zur Herminengasse im 2. Bezirk besteht.

## Nutzung als Badegewässer
Seit den 2020er-Jahren wird der Donaukanal wieder intensiv und legal als Badegewässer genutzt. Auch ein eigener Schwimmverein mit über 300 Mitgliedern wurde ins Leben gerufen. Über diesen Verein werden, Großteils in den Sommermonaten, mehrmals in der Woche Treffen zum gemeinsamen Schwimmen organisiert.
Die Wasserqualität des Donaukanals entspricht jener der Donau, da dieser durch die Donau gespeist wird. In der Regel ist das Wasser daher zum Baden geeignet. Jedoch sollte nach Starkregenereignissen und nach Hochwässern für drei Tage nicht geschwommen werden. In dieser Zeit könnten Verschmutzungen in offene Gewässer gelangen sein. Für stehende und fließende Gewässer gilt daher, dass diese in der Regel nach drei Tagen wieder genutzt werden können.
Die Schifffahrt im Donaukanal kann eine Gefahr für die Schwimmer dar stellen. Daher wird empfohlen, vor dem Schwimmen die Fahrpläne der großen Schiffe zu beachten, und gegebenenfalls eine Durchfahrt abzuwarten. Außerdem ist zu beachten, dass gemäß Wasserstraßen-Verkehrsordnung 100 Meter bergwärts (Stromaufwärts) und 50 Meter talwärts (stromabwärts) von Anlagen wie Anlegestellen, das Schwimmen auf der Seite des Flusses, an welcher die Anlage liegt, verboten ist. Die Mittellinie teilt hierzu den Fluss in die orografisch (talwärts gesehen) "linke" und "rechte" Seite. Bei einer Breite von 60 Metern bedeutet dies, dass lateral von einer Anlegestelle 30 Meter Abstand eingehalten werden muss und nur an der gegenüber liegenden Seite das Schwimmen erlaubt ist.
Die Wassertemperatur liegt im Sommer meist über 20 Grad Celsius.

## Donaukanalufer

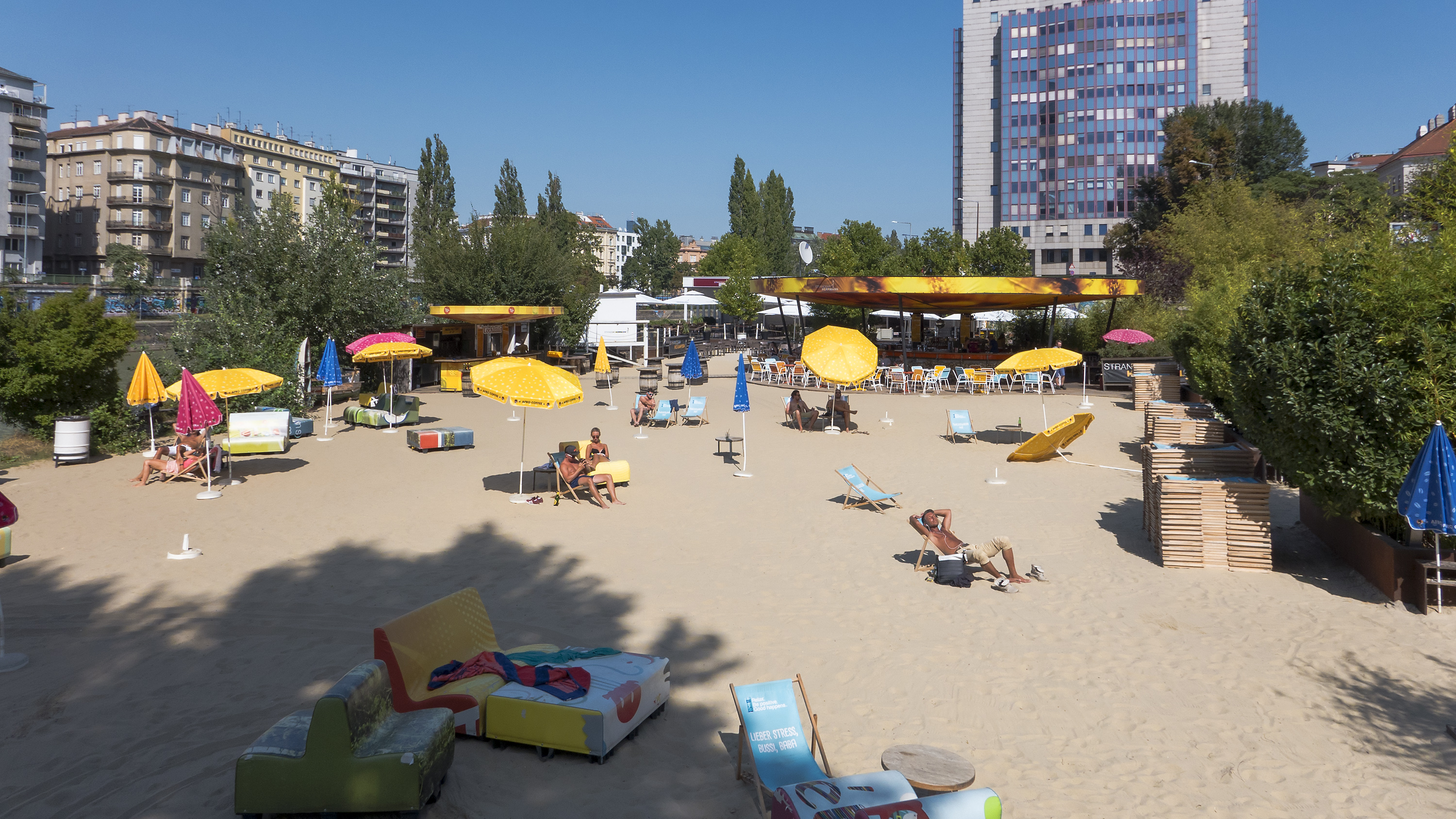
Revitalisierung der Uferbereiche des Donaukanals, Beispiel: Strandbar Herrmann

In der ersten Aprilhälfte 1945 kam es bei der Schlacht um Wien zu schweren Artillerieduellen zwischen der Roten Armee, die die Innere Stadt bereits erobert hatte, und der deutschen Wehrmacht, die noch die Leopoldstadt hielt. Der Franz-Josefs-Kai am altstadtseitigen Donaukanalufer und der gegenüber liegende Teil des Leopoldstädter Kanalufers verloren dabei die meisten der im repräsentativen Ringstraßenstil gestalteten Fassaden und Häuser; sie wurden durch zumeist architektonisch unbefriedigende Neubauten ersetzt (Beispiel: Dianabad).
Die im Gefolge des städtebaulichen Ideenwettbewerbs Donaukanal von 1946 tagende Arbeitsgruppe wollte, dass insbesondere das linke, besonntere Kanalufer im 2. Bezirk als Freizeitpromenade gestaltet würde. Später traten Planungen für Straßenausbauten immer wieder in Konkurrenz zu diesem Vorhaben. Besonders in den „grünbewussten“ 1970er Jahren wurden die alten Nachkriegspläne auch seitens der Stadtverwaltung forciert, aber bis heute nur teilweise verwirklicht. Seit längerem ist es Ziel der Wiener Stadtpolitik, den Donaukanal stärker in das Wiener Stadtleben einzubeziehen. Immer wieder gibt es daher Vorschläge für neue Bauten in Ufernähe, großflächige Überplattungen, Wassertaxis, schwimmende Hotels und Ähnliches. Besonders im Uferabschnitt zwischen Ringturm und Urania haben mehrere Bauprojekte in jüngster Vergangenheit eine Waterfront entstehen lassen. In den nächsten Jahren soll zudem der Bereich Schweden- und Morzinplatz komplett neugestaltet werden.
Zum Kanalufer im 3. Bezirk siehe: Weißgerberlände.

### Freizeitnutzung
Am Donaukanal gab es seit dem späteren 19. Jahrhundert Sommerbäder, hölzerne Badeschiffe, in denen man in einem von Kabinen umschlossenen Wasserbereich und so von außen nicht sichtbar ins Wasser stieg; nach dem Zweiten Weltkrieg kam man auch auf Grund der schlechten Wasserqualität von ihnen ab.

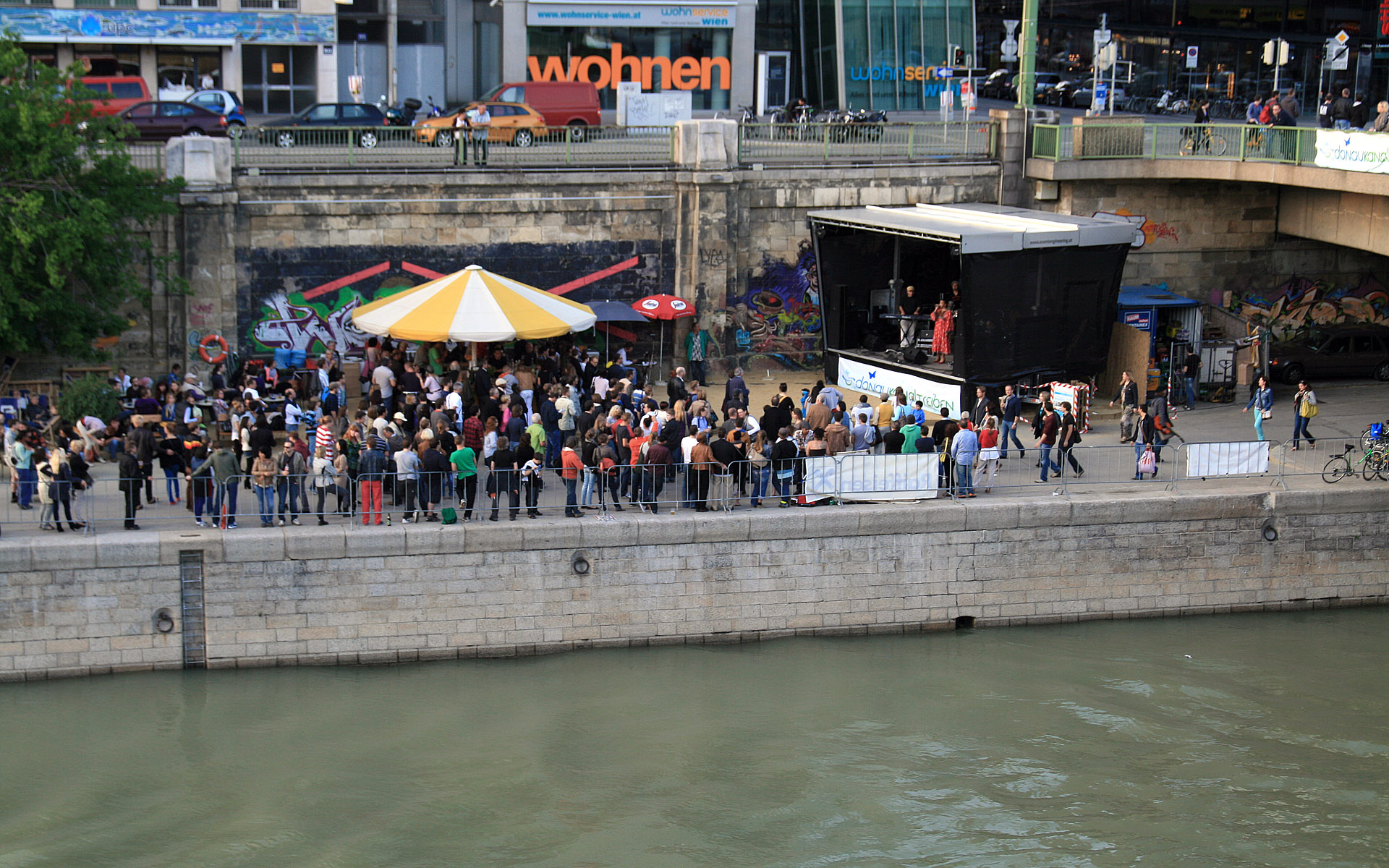
Konzert bei der Schwedenbrücke (Donaukanaltreiben 2012)

Aufgrund seiner zentralen Lage hat sich der Donaukanal in den letzten Jahren dank zahlreicher Infrastrukturprojekte vermehrt zu einem Freizeit- und Erholungsraum entwickelt. So hat sich 1995 auf dem Vorkai beim Ringturm das Musiklokal „Flex“ und bei der U-Bahn-Station Roßauer Lände 1996 die „Summer Stage“ mit Freiluftausstellungen und -konzerten sowie Gastronomiebetrieben etabliert. 2005 sperrte die "Strandbar Herrmann" auf. Nach 2006 wurde bei der Urania das „Badeschiff“ mit Schwimmbecken und Café-Restaurant in Betrieb genommen. Auch in der benachbarten, 2010 eröffneten „Schiffstation City“, der Anlegestelle des Twin City Liners, wird im „Motto am Fluss“ Gastronomie geboten. An der Einmündung des Wienflusses befindet sich seit 2005 die „Strandbar Herrmann“ mit einem aufgeschütteten Sandstrand. Dem „Flex“ gegenüber besteht seit 2009 der sommerliche „Tel Aviv Beach“. Mehrere jährliche Musikfestivals bieten in den Sommermonaten bis in den Herbst entlang des Donaukanals Konzerte. Seit 2007 findet auf dafür auf den Uferpromenaden errichteten Bühnen und in mehreren Lokalen bei freiem Eintritt das Donaukanaltreiben statt. Im Rahmen des erstmals 2011 veranstalteten Club-Festivals Waves Vienna spielen Bands auf mehreren Booten, darunter im Laderaum des „Badeschiffs“, sowie im „Flex“ und das Jazz Fest Wien hat Konzerte auf der „Summer Stage“ im Programm.
Am unteren Donaukanal wird mit Daubeln gefischt.

### Eigentümer, Verpachtung, Ausschreibung
Der Rechnungshof hat 2017 zu geringe Mieten von Objekten am Donaukanal bemängelt. Die Verpachtung der Vorkaifläche beim Badeschiff, des Lokals Adria und einiger weiterer Lokale ab November 2018 wurde seitens der Donauhochwasserschutz-Konkurrenz (DHK), die aus den drei Kurien Bund, Land Niederösterreich und Stadt Wien besteht, neu ausgeschrieben. Die DHK ist Grundbesitzerin der gastronomischen Flächen am Donaukanal. Gerold Ecker, Pächter des Badeschiffs, klagte auf Unterlassung wegen „intransparenter und gleichheitswidriger Interessentensuche.“ 2017 / 2018 wurden diverse Flächen am zentrumsnahen Donaukanalufer neu ausgeschrieben bzw. zur gastronomischen Nutzung vergeben.

### Bauwerke

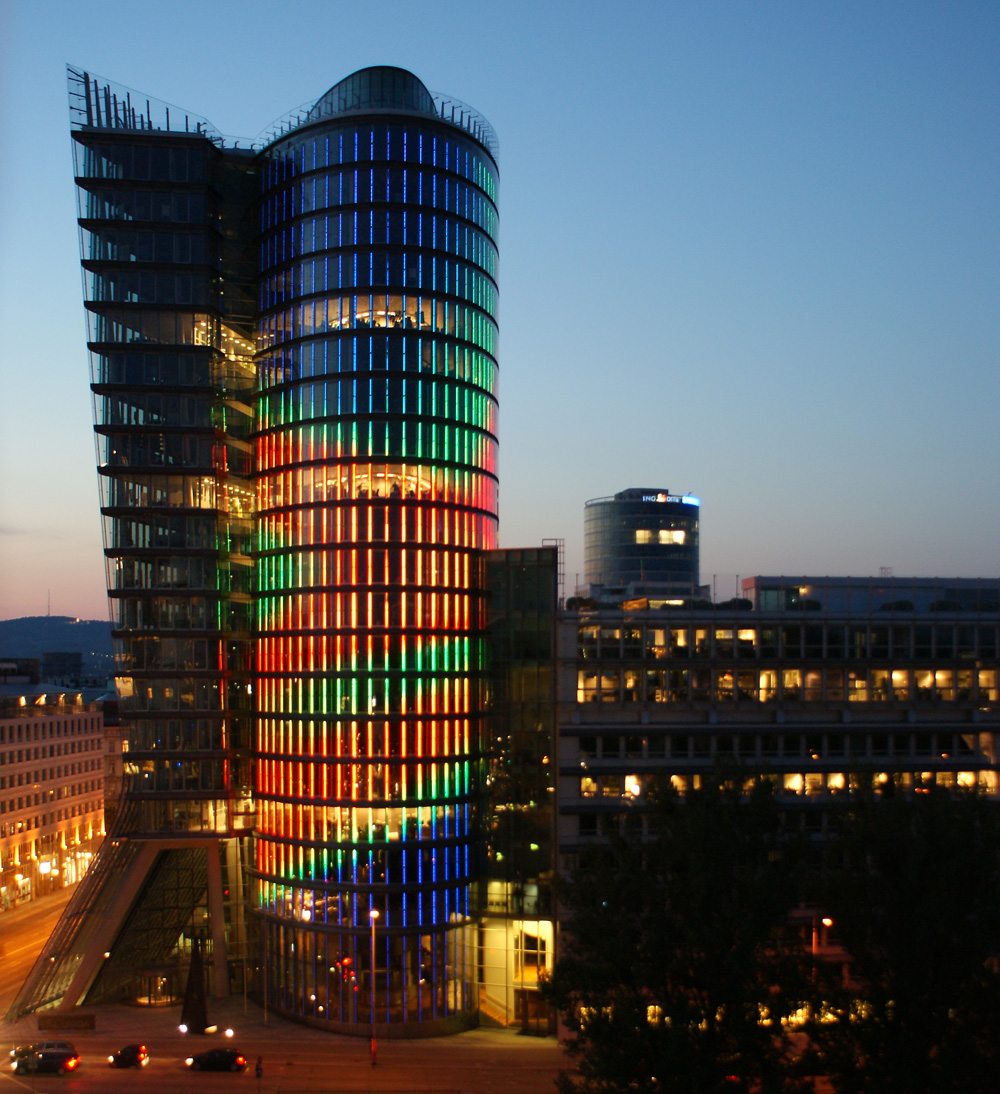
Der Uniqa Tower und …

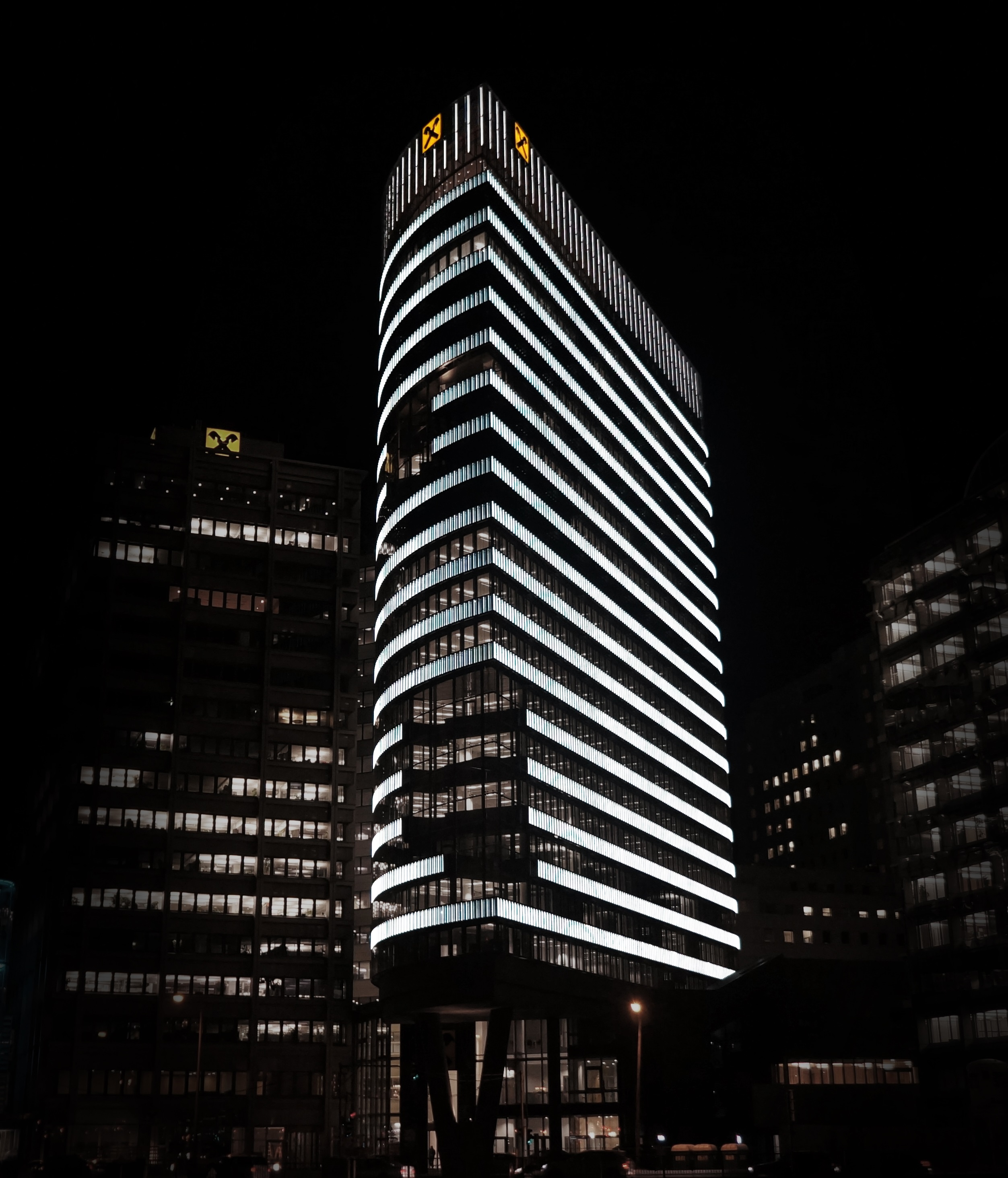
… das Hochhaus der Raiffeisen-Holding sind Beispiele für Neubauprojekte am linken Donaukanalufer.

Entlang des Donaukanals stehen folgende Bauwerke:
- Einlaufbauwerk der Nussdorfer Wehr- und Schleusenanlage (19. und 20. Bezirk)
- Müllverbrennungsanlage Spittelau im Design von Friedensreich Hundertwasser (9. Bezirk)
- Zaha-Hadid-Haus über einem alten Stadtbahnbogen (9. Bezirk)
- U-Bahn-Stationen Friedensbrücke und Rossauer Lände (erbaut von Otto Wagner, 9. Bezirk)
- Rossauer Kaserne (9. Bezirk)
- Ringturm (1. Bezirk)
- Schützenhaus von Otto Wagner (2. Bezirk)
- Raiffeisen-Holding Hochhaus (2. Bezirk)
- Ruprechtskirche (1. Bezirk)
- Schiffsstation City (1. Bezirk)
- Media Tower von Hans Hollein (2. Bezirk)
- Uniqa Hotel- und Geschäftsgebäude von Jean Nouvel (2. Bezirk)
- Badeschiff Wien (1. Bezirk)
- Urania (1. Bezirk)
- Uniqa Tower (2. Bezirk)
- TrIIIple Towers (3. Bezirk)

Anm.: Flussabwärts sind die Bezirke 19. (Döbling), 9. (Alsergrund), 1. (Innere Stadt), 3. (Landstraße) und 11. (Simmering) am rechten; 20. (Brigittenau) und 2. (Leopoldstadt) Bezirk am linken Donaukanalufer.

## Limnologie
Wie neue limnologische Forschungen der Universität Wien zeigen, ist der Donaukanal ein Rückzugsgebiet zahlreicher Fischarten. Man zählt ungefähr 30 Fischarten, die teilweise in der Donau selbst gefährdet sind. Speziell an der Wienmündung finden sich Laichplätze von Nasen, die durch ungünstige Regulierung des Wienflusses nicht flussaufwärts gelangen können. Die Wienmündung ist deshalb ein beliebter Platz für Hobbyfischer.

## Strömungskanal

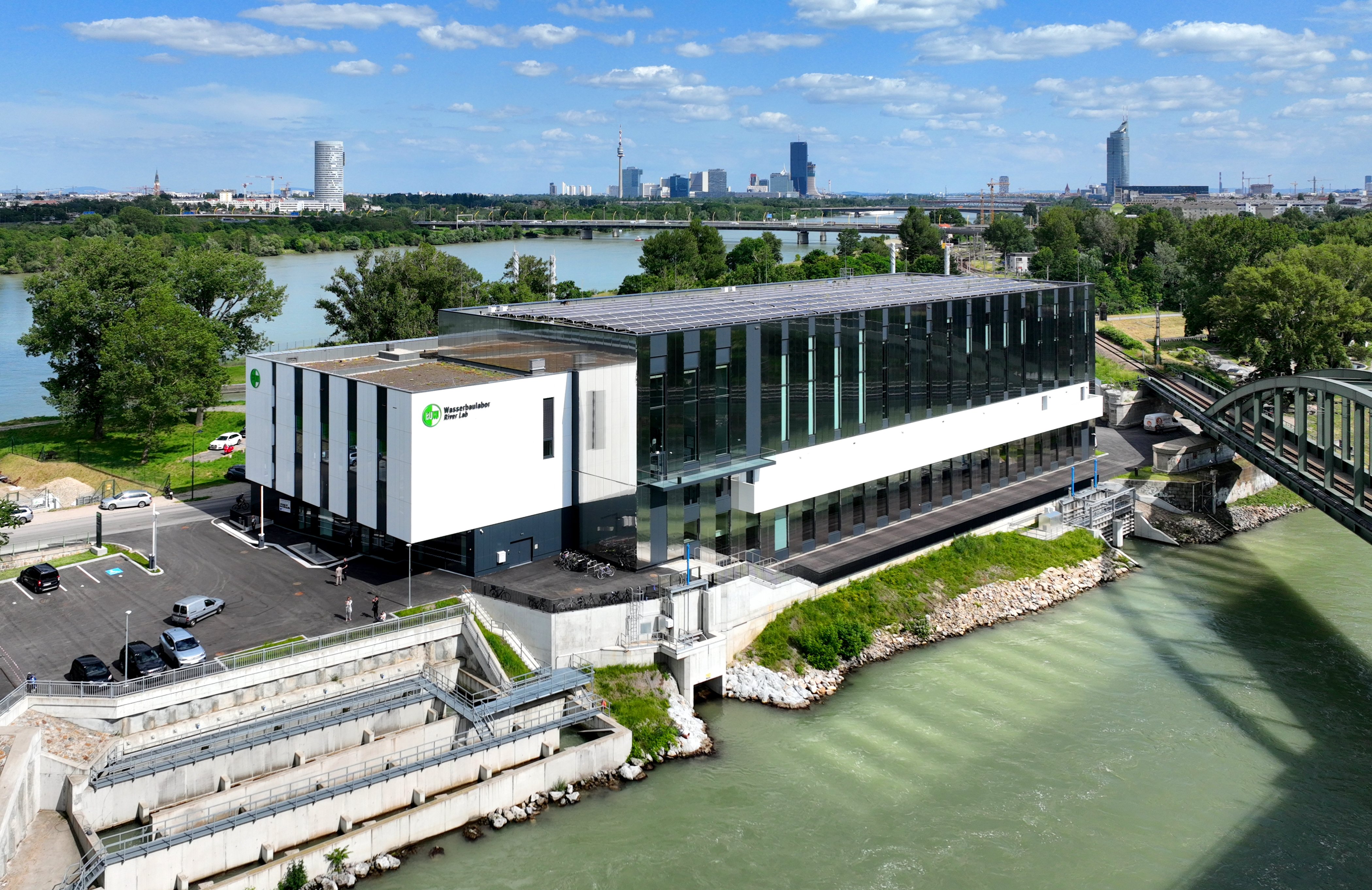
Wasserbaulabor der BOKU am Brigittenauer Sporn; eröffnet 2023

März–Juni 2014 wurde in der Brigittenau unweit des Einlaufs ein 30 m langes und 5 m breites Forschungsgerinne von der Donau zum Donaukanal gegraben und betoniert. Der Strömungskanal nützt 3 m Gefälle zwischen der Donau und dem Donaukanal und kommt daher ohne Pumpen aus und kann bis zu 10 Kubikmeter Wasser pro Sekunde durchleiten. Von der Universität für Bodenkultur werden hier Strömungsversuche zum Verhalten von Flüssen durchgeführt. Das dazu gehörende Wasserbaulabor der BOKU wurde am 12. Juni 2023 eröffnet.

## Sonstiges
Der Krebsforscher Siegfried Knasmüller wies in den Jahren 1998, 1999 und 2000 heterozyklische aromatische Amine im Wasser des Kanals nach, die die Gesundheit gefährden.

## Galerie

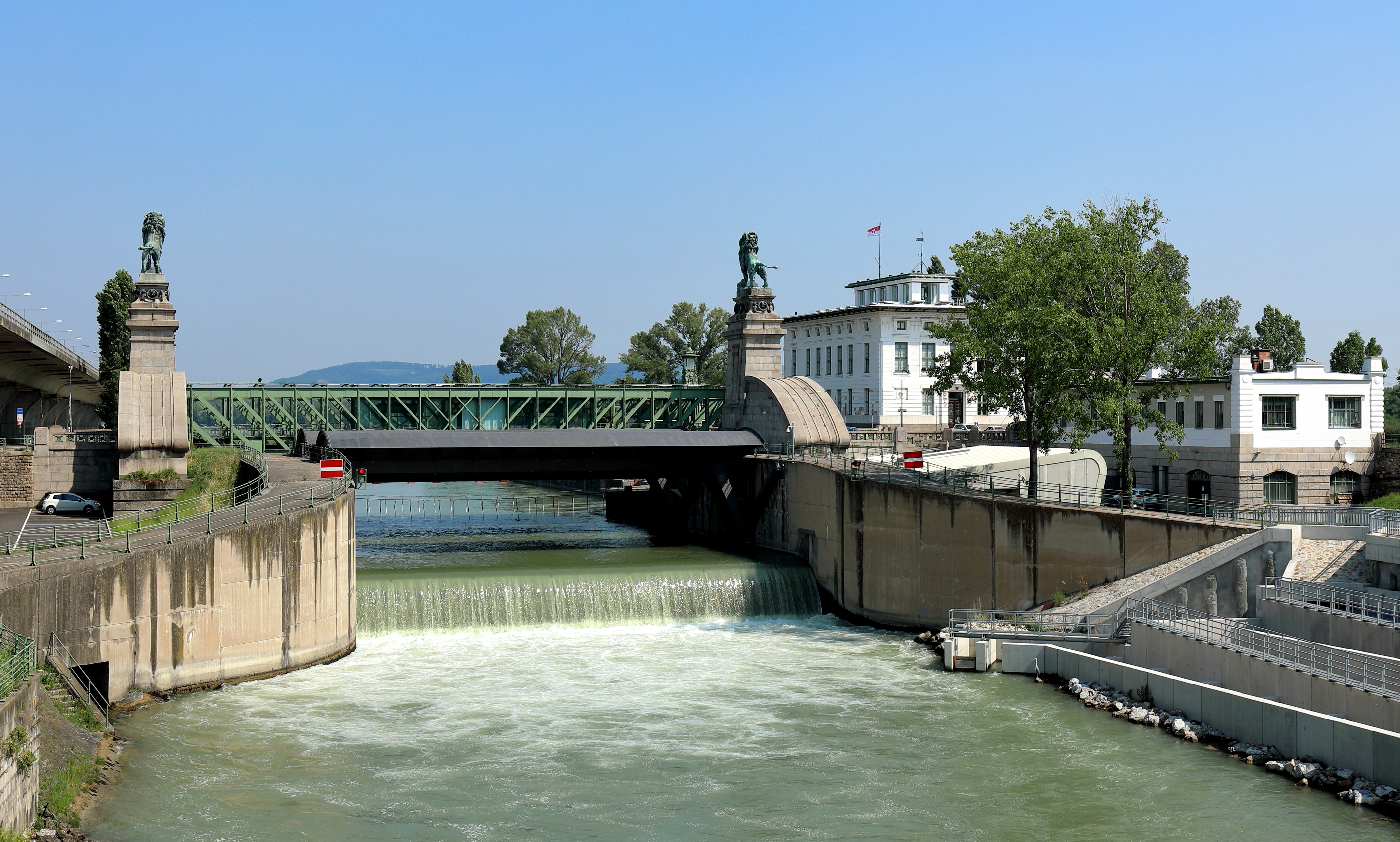
Die Nussdorfer Wehranlage, 19. und 20. Bezirk
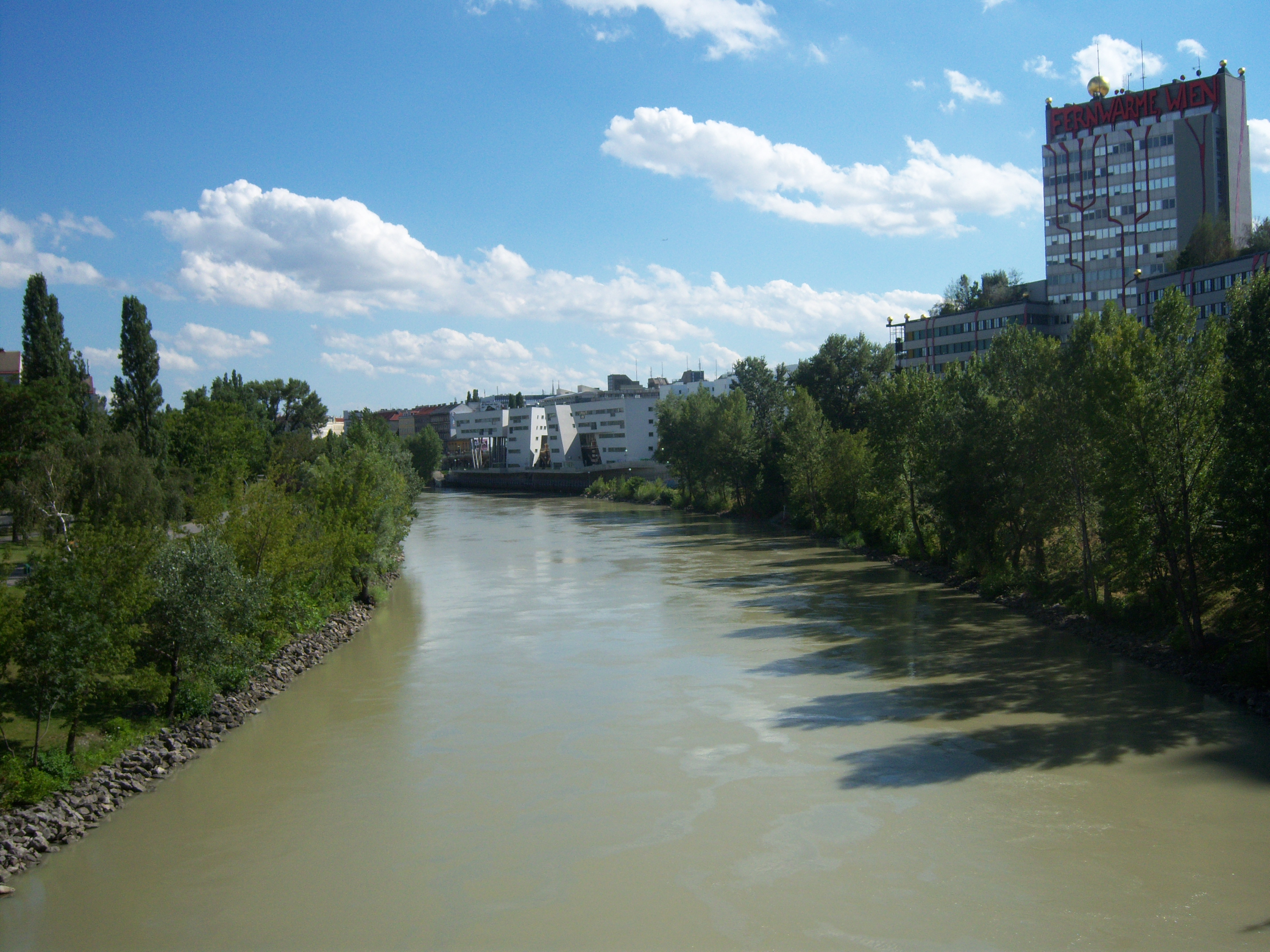
Der Donaukanal in der Spittelau zwischen 9. und 20. Bezirk
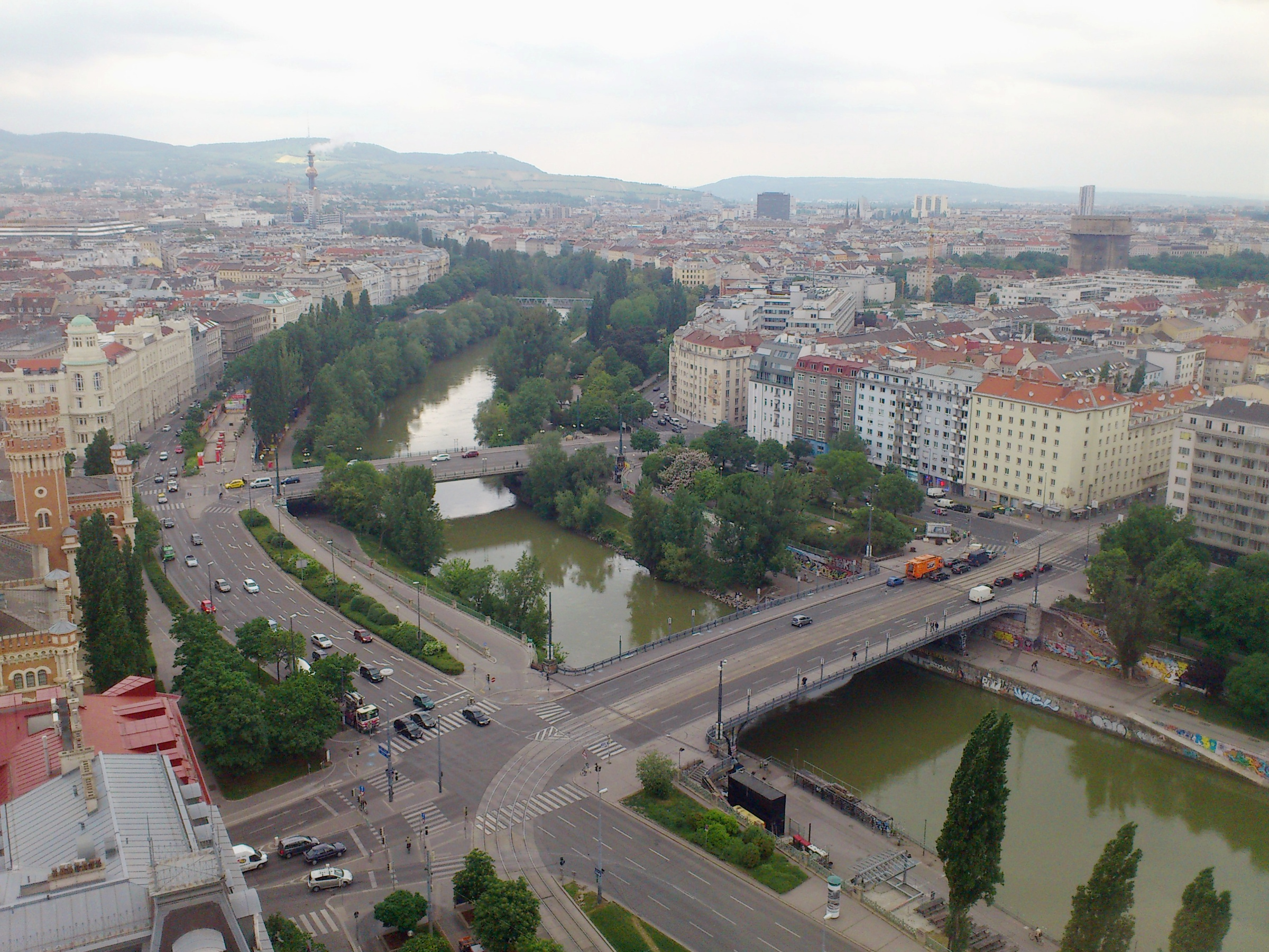
Augartenbrücke und Rossauer Brücke vom Ringturm aus gesehen
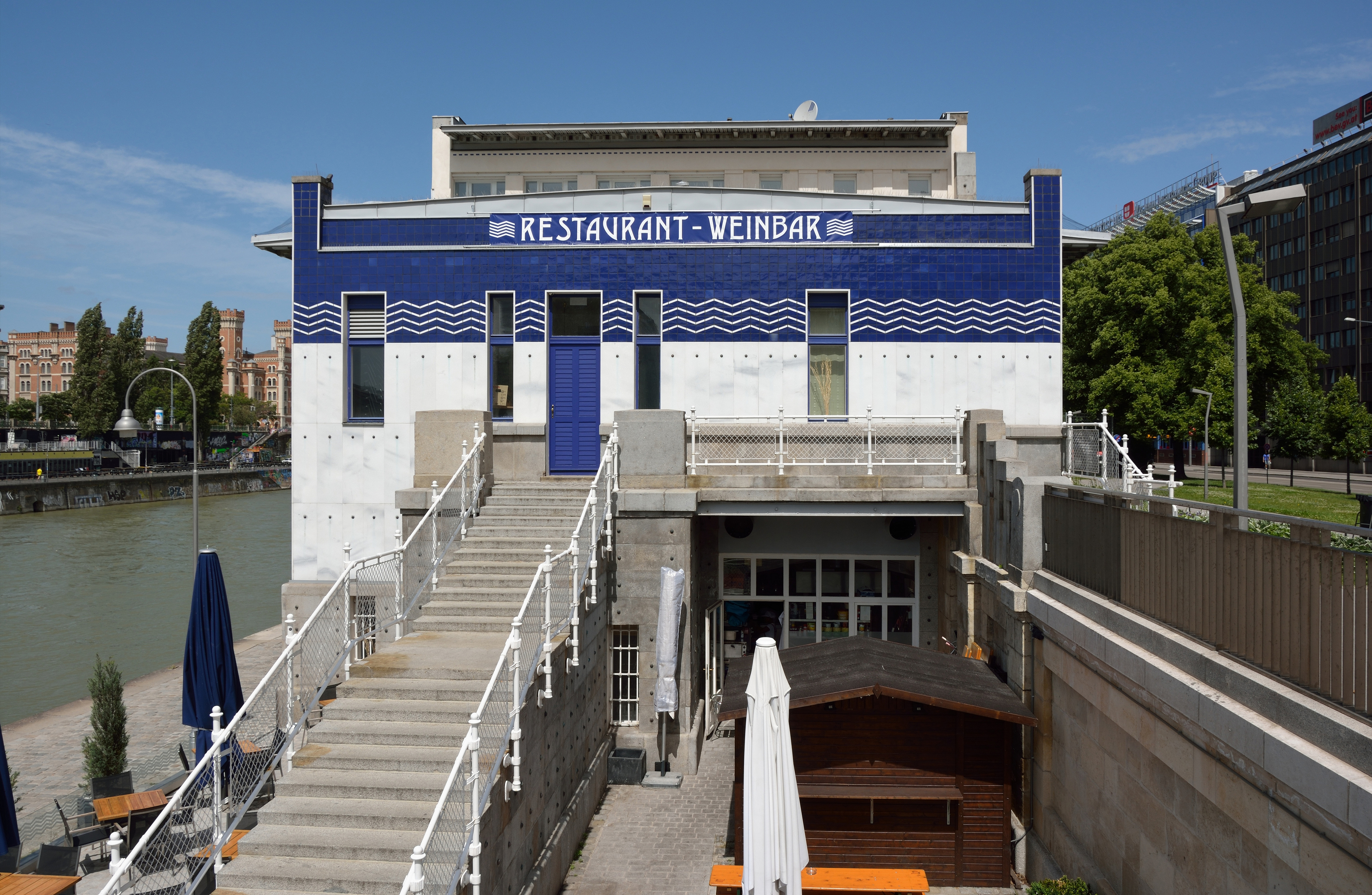
Das Schützenhaus von Otto Wagner
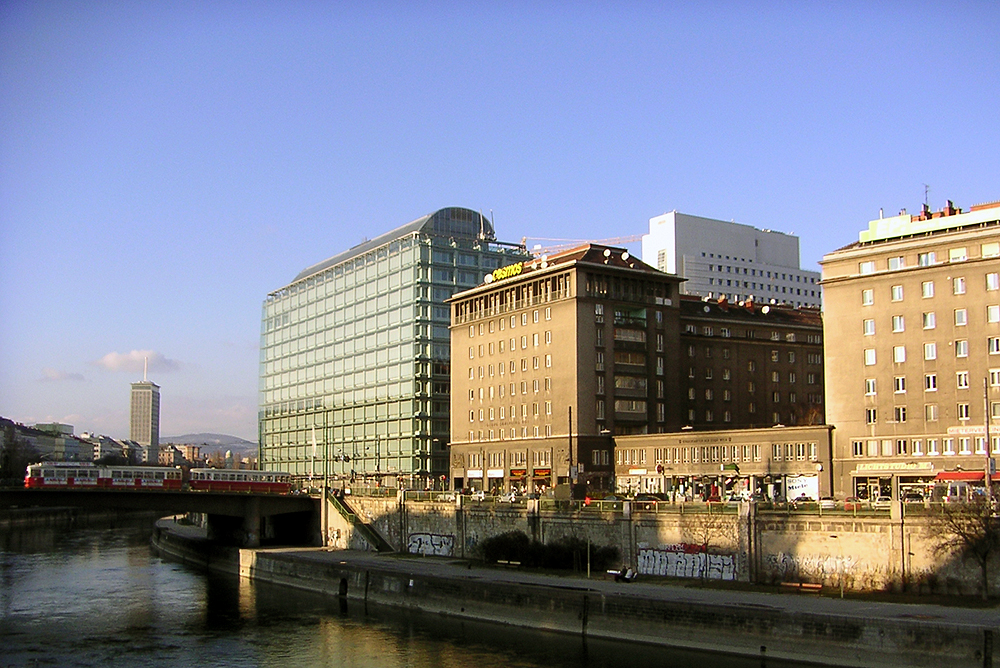
Donaukanal stromaufwärts, gesehen vom Schwedenplatz aus; links hinten der Ringturm, vorne das IBM-Haus, 2. Bezirk
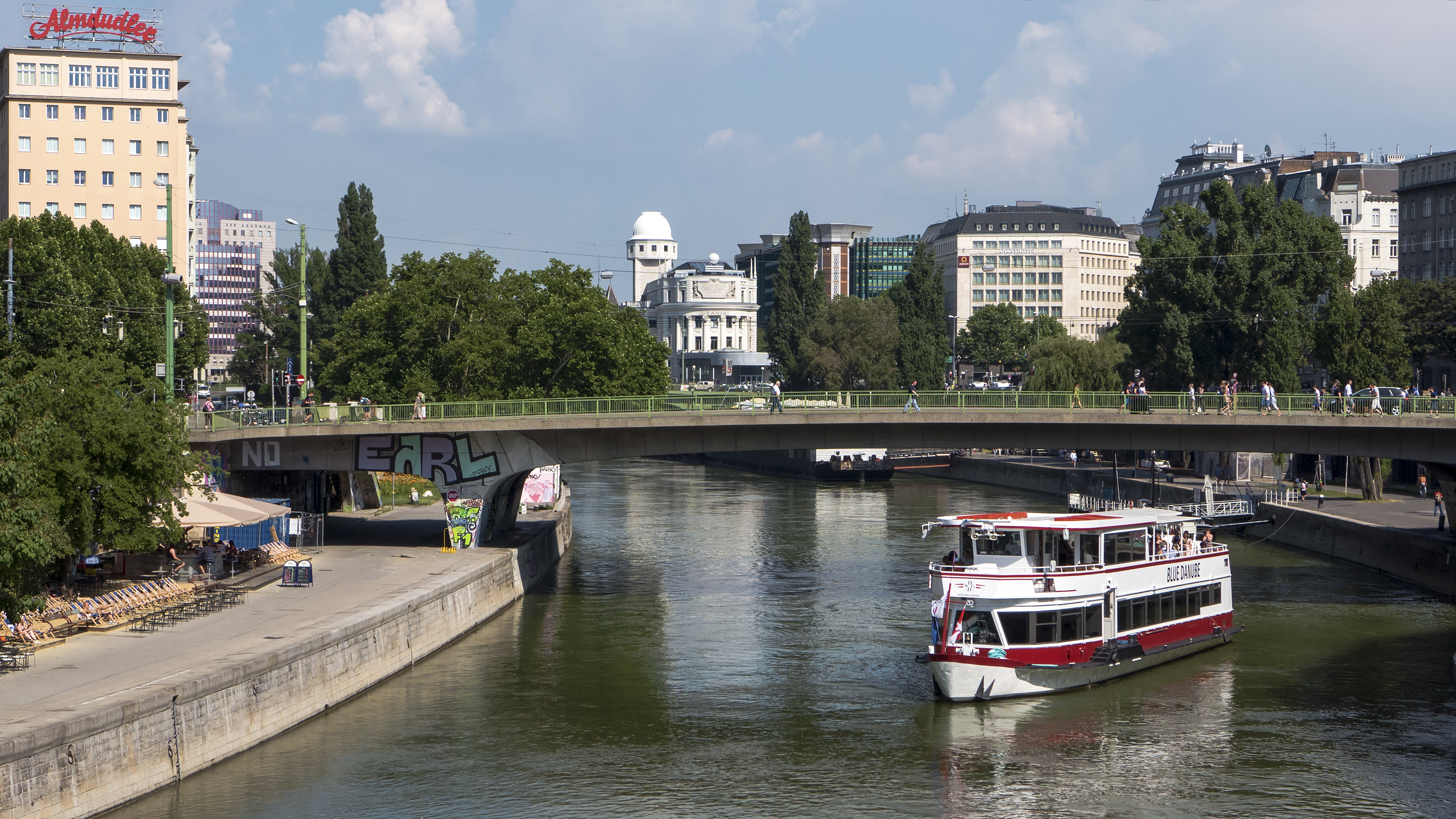
Urania, Schwedenbrücke und Rundfahrtschiff Blue Danube
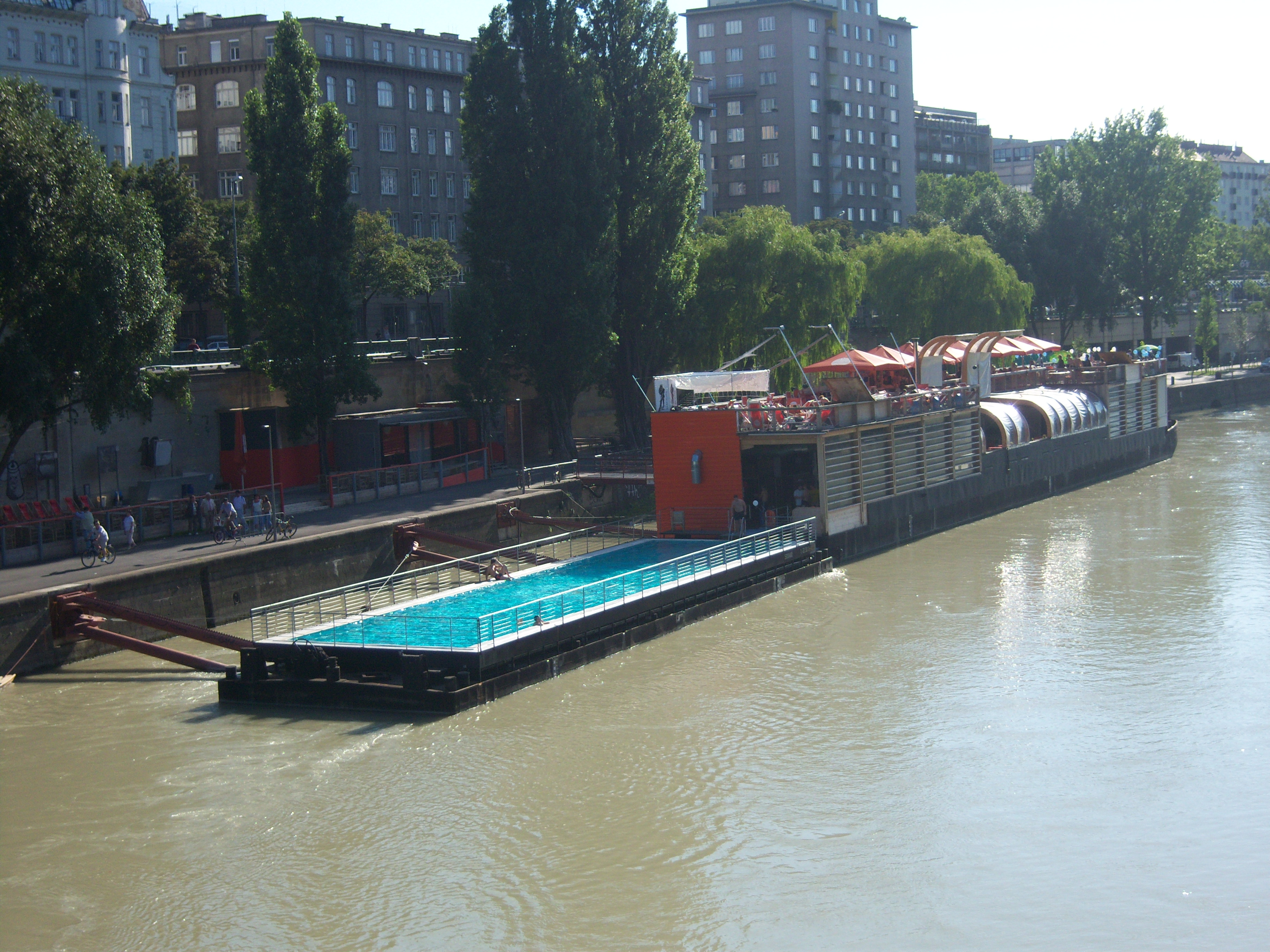
Das Badeschiff am Ufer des 1. Bezirks nahe der Aspernbrücke
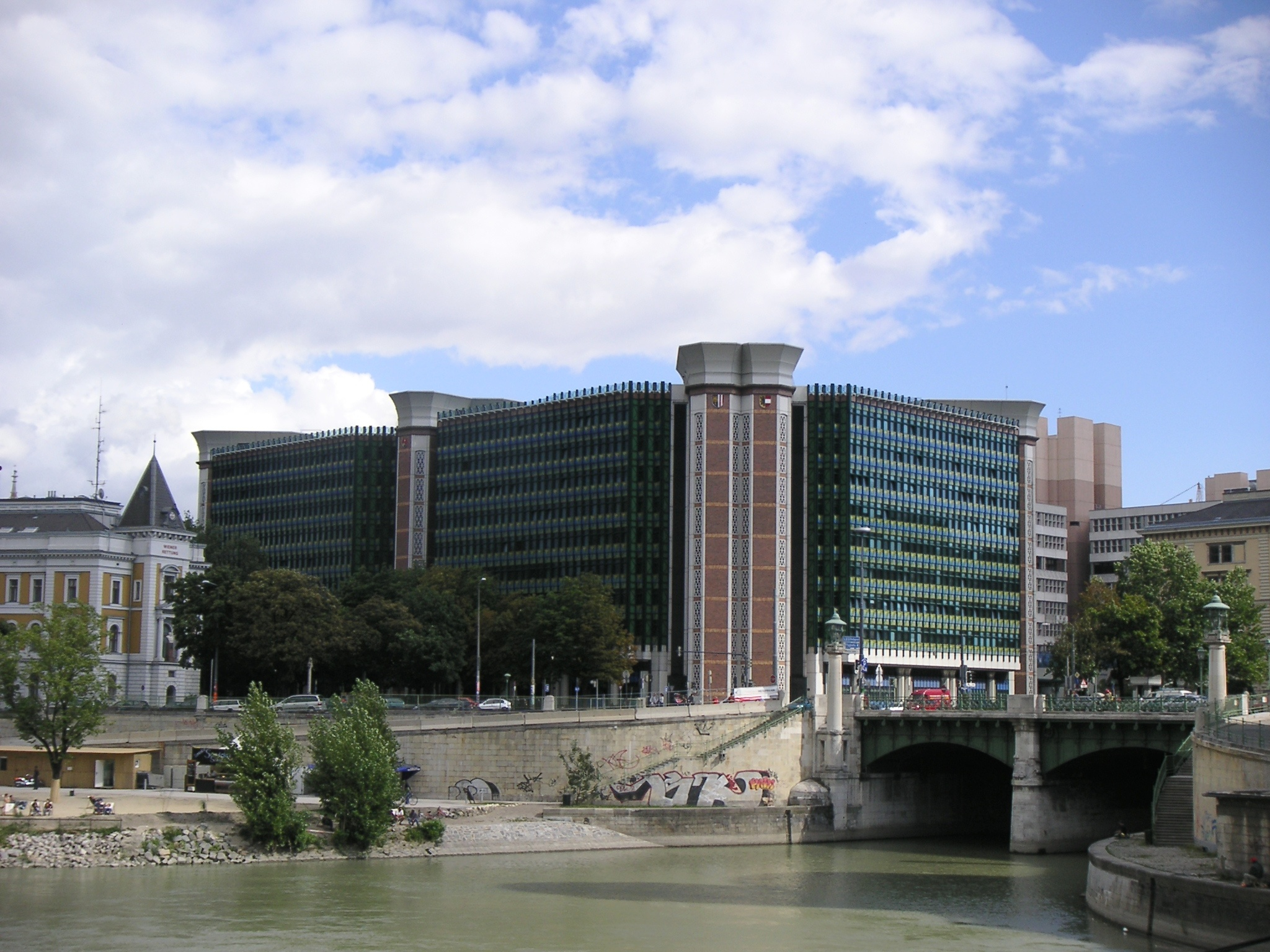
Mündung des Wienflusses in den Donaukanal, dahinter Bundesministerium für Verkehr, Innovation und Technologie
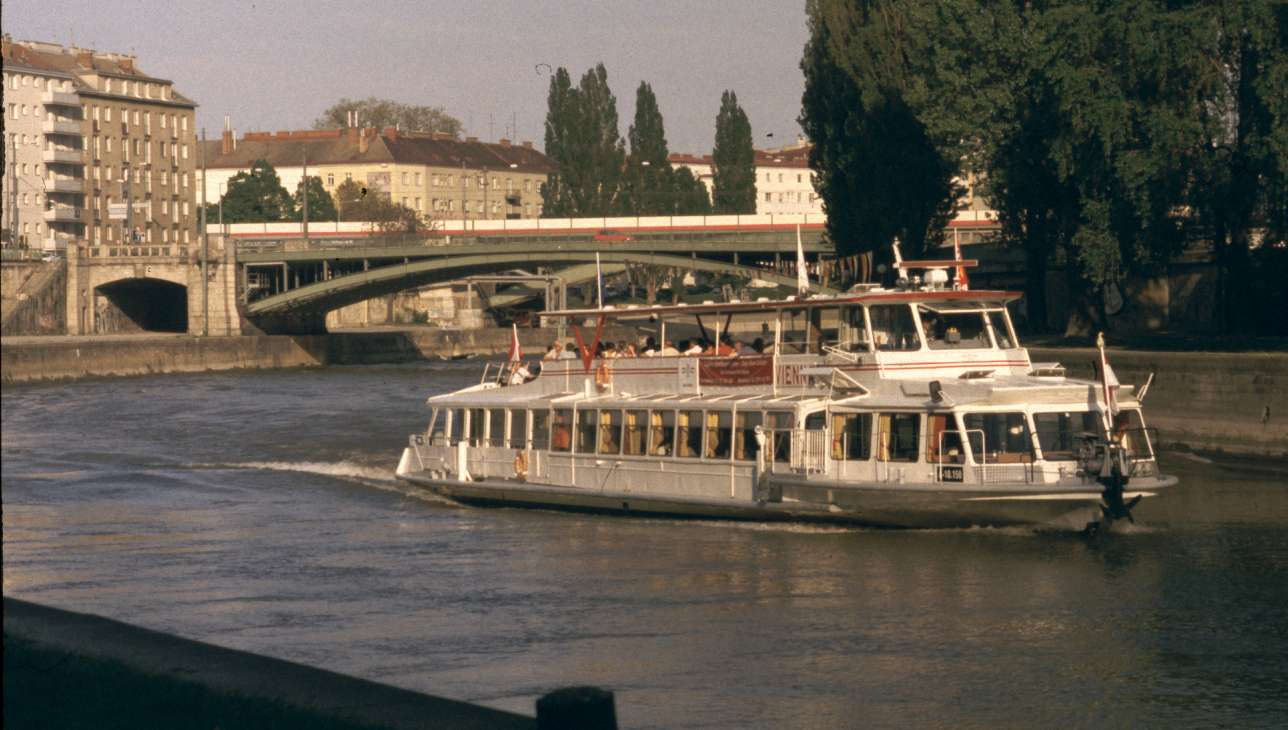
Der Donaukanal stromabwärts mit Blick von der Wienflussmündung auf die Franzensbrücke, 2. und 3. Bezirk
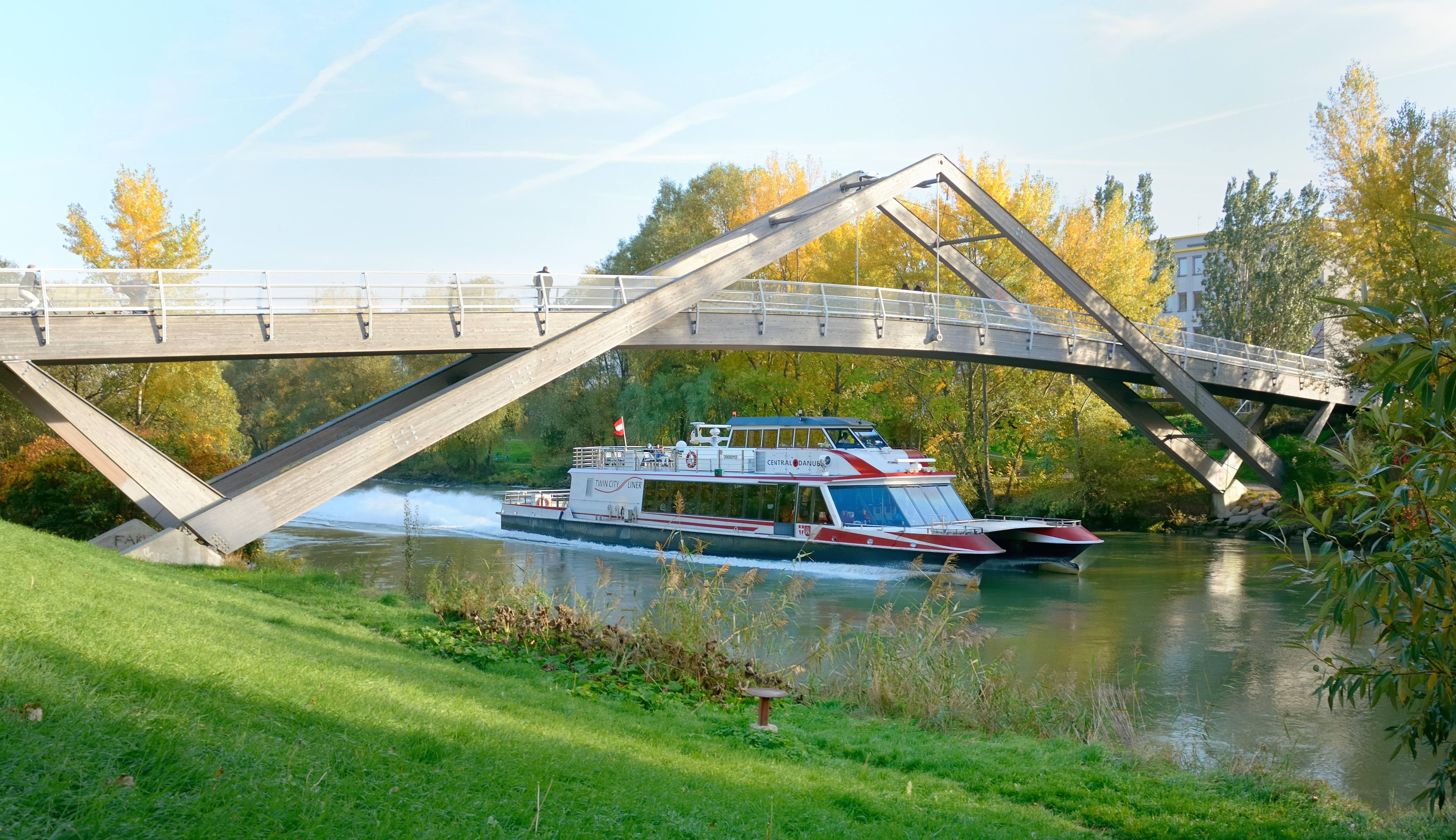
Erdberger Steg errichtet an der Stelle der letzten Donaukanalfähre (Schiff im Bild: Twin City Liner)
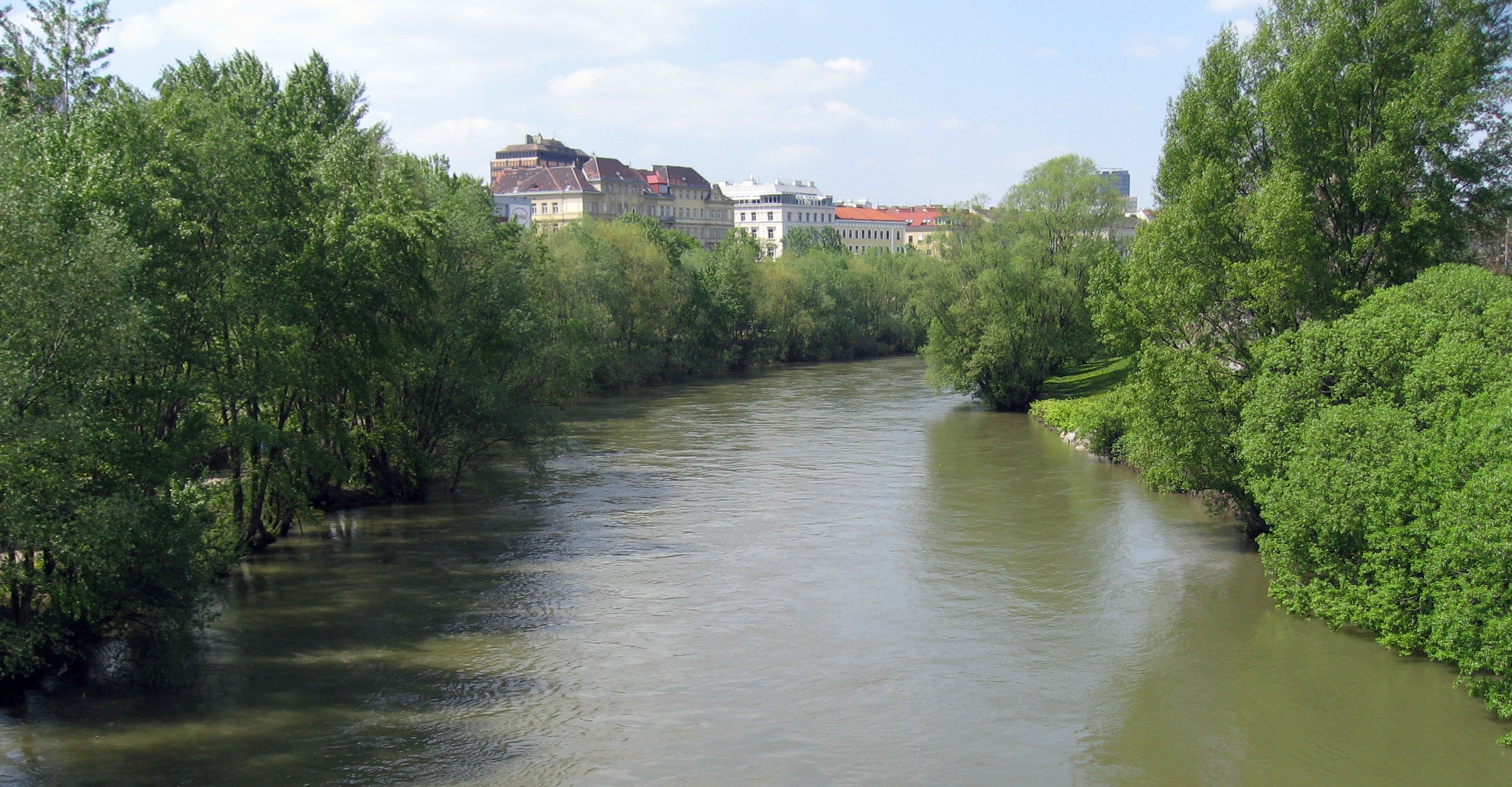
Ufer des Donaukanals im Bereich des 2. und des 3. Bezirks, vom Erdberger Steg aus gesehen, seit Jahrzehnten weitestgehend unverändert
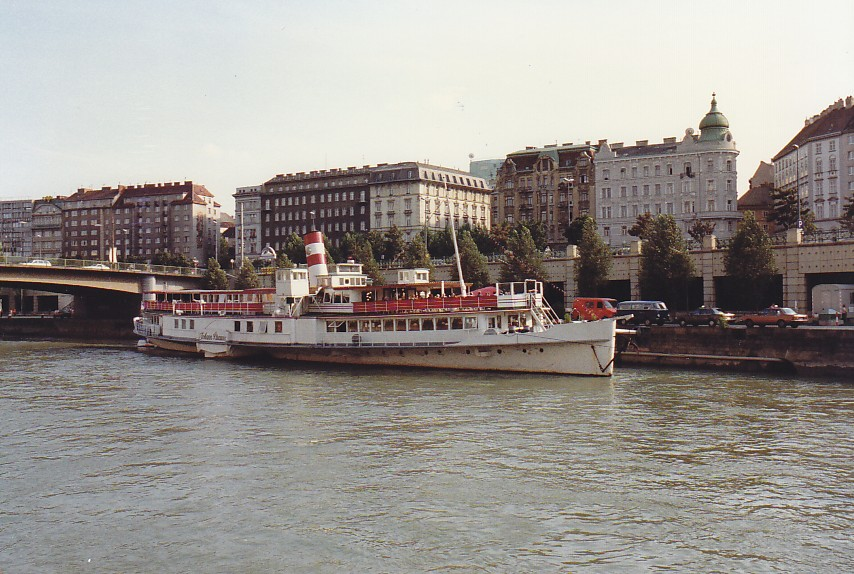
DFS Johann Strauß, Liegeplatz Donaukanal, August 1989
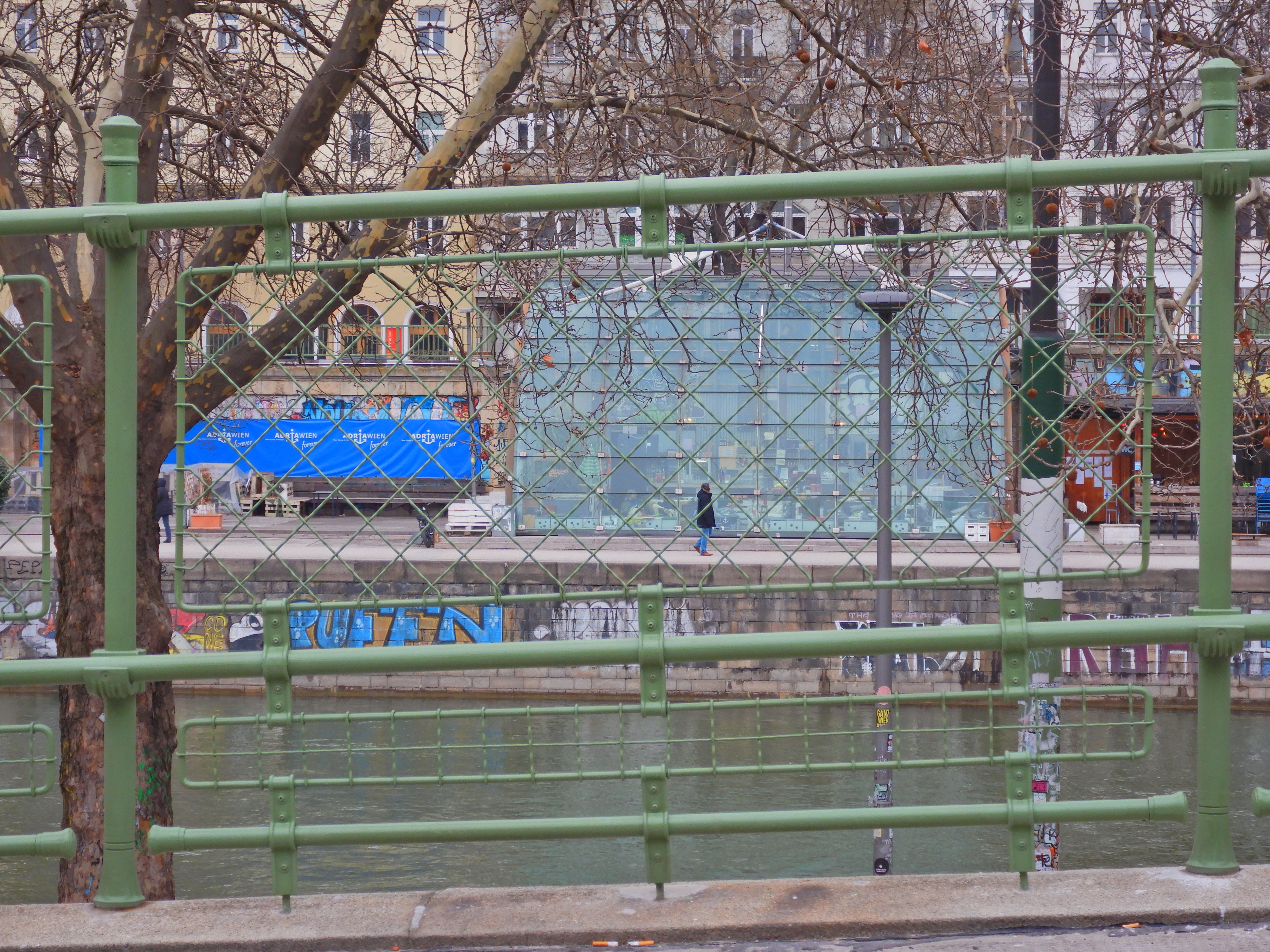
Typisch für den Donaukanal sind die sogenannten Otto-Wagner-Geländer, wie hier bei der Salztorbrücke
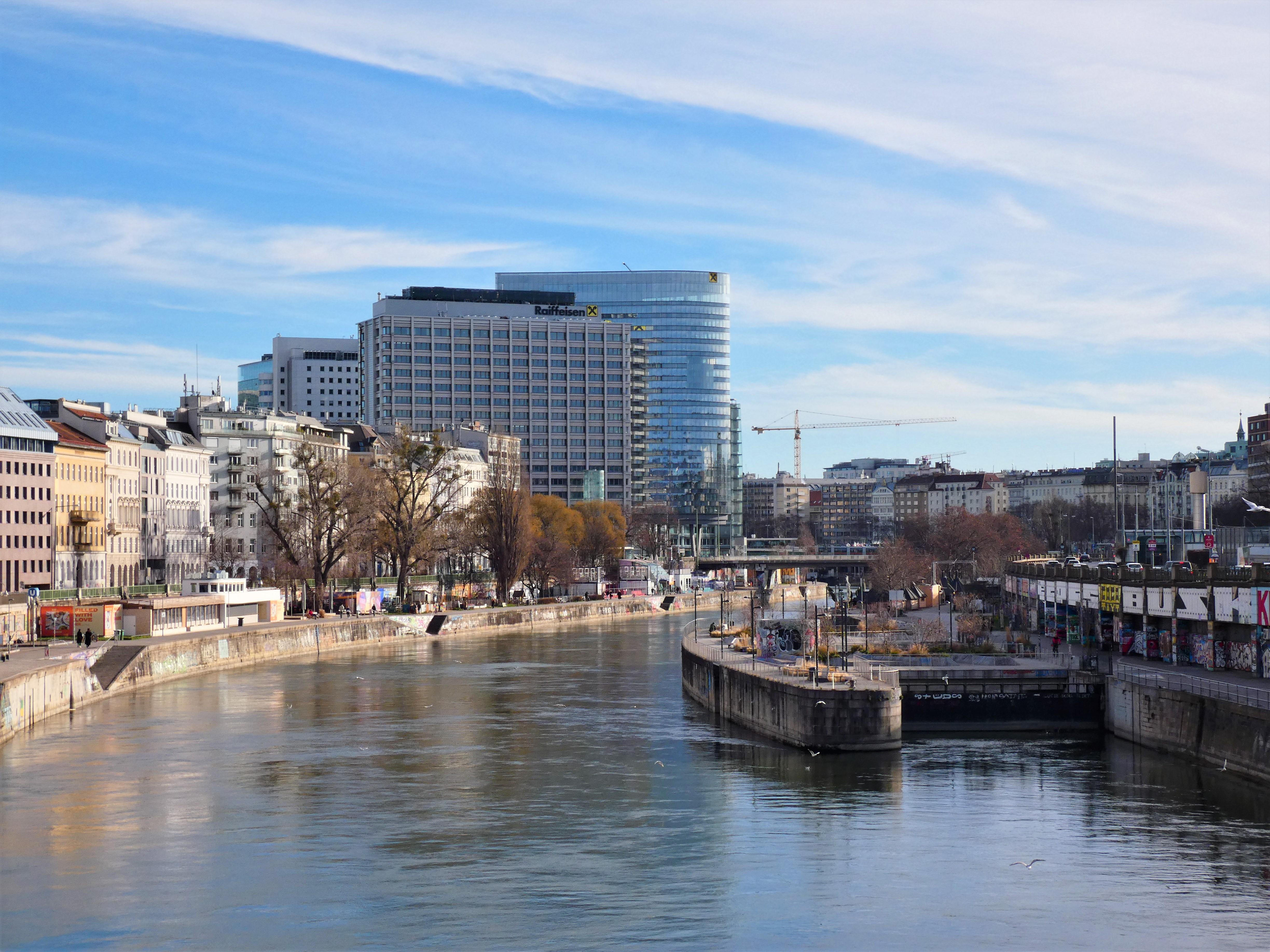
Blick flussabwärts auf den Bereich der Kaiserbadschleuse. Rechts die Innere Stadt. Jänner 2023.
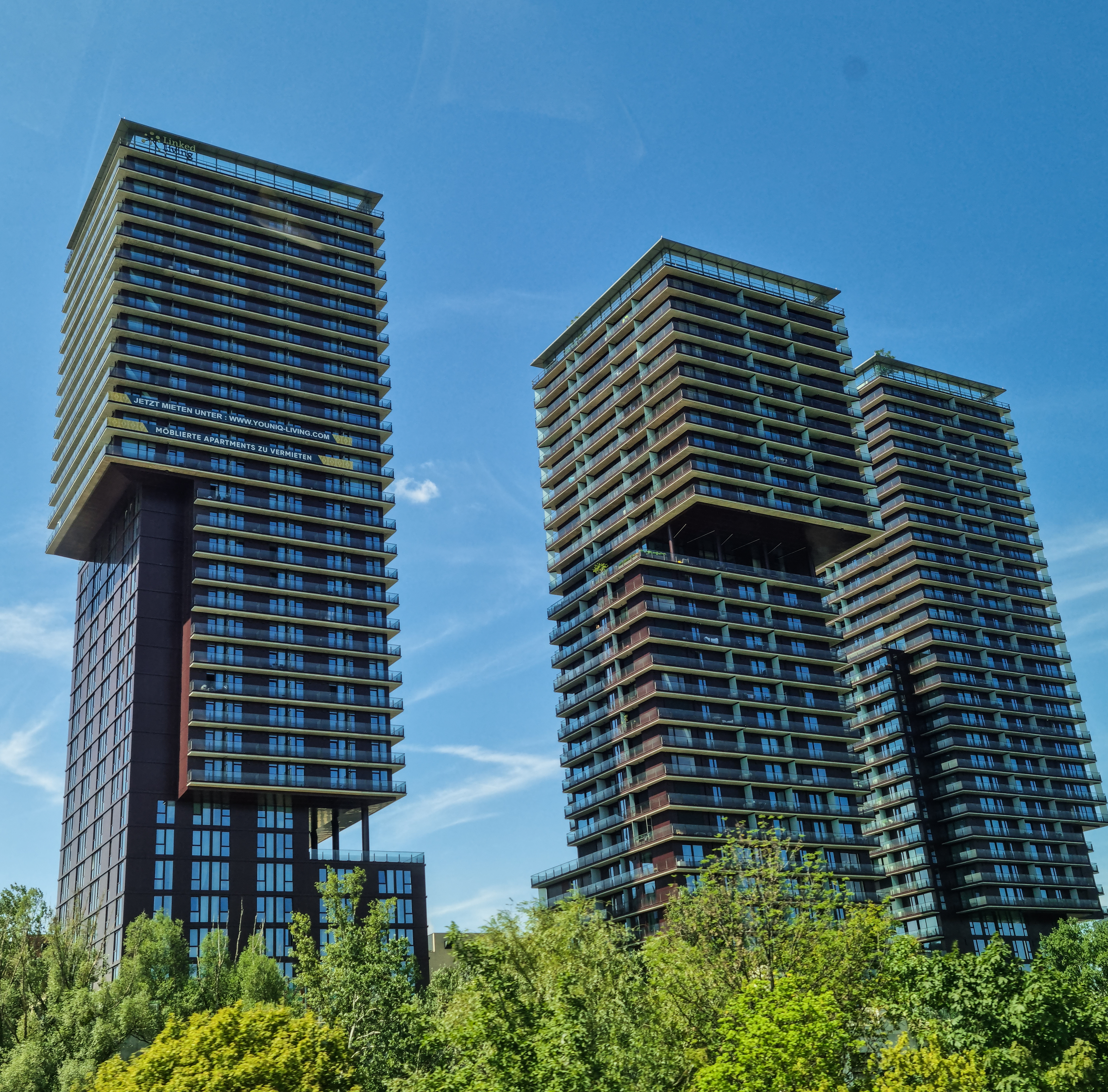
Triiiple Towers Hochhaus am Donaukanalufer.
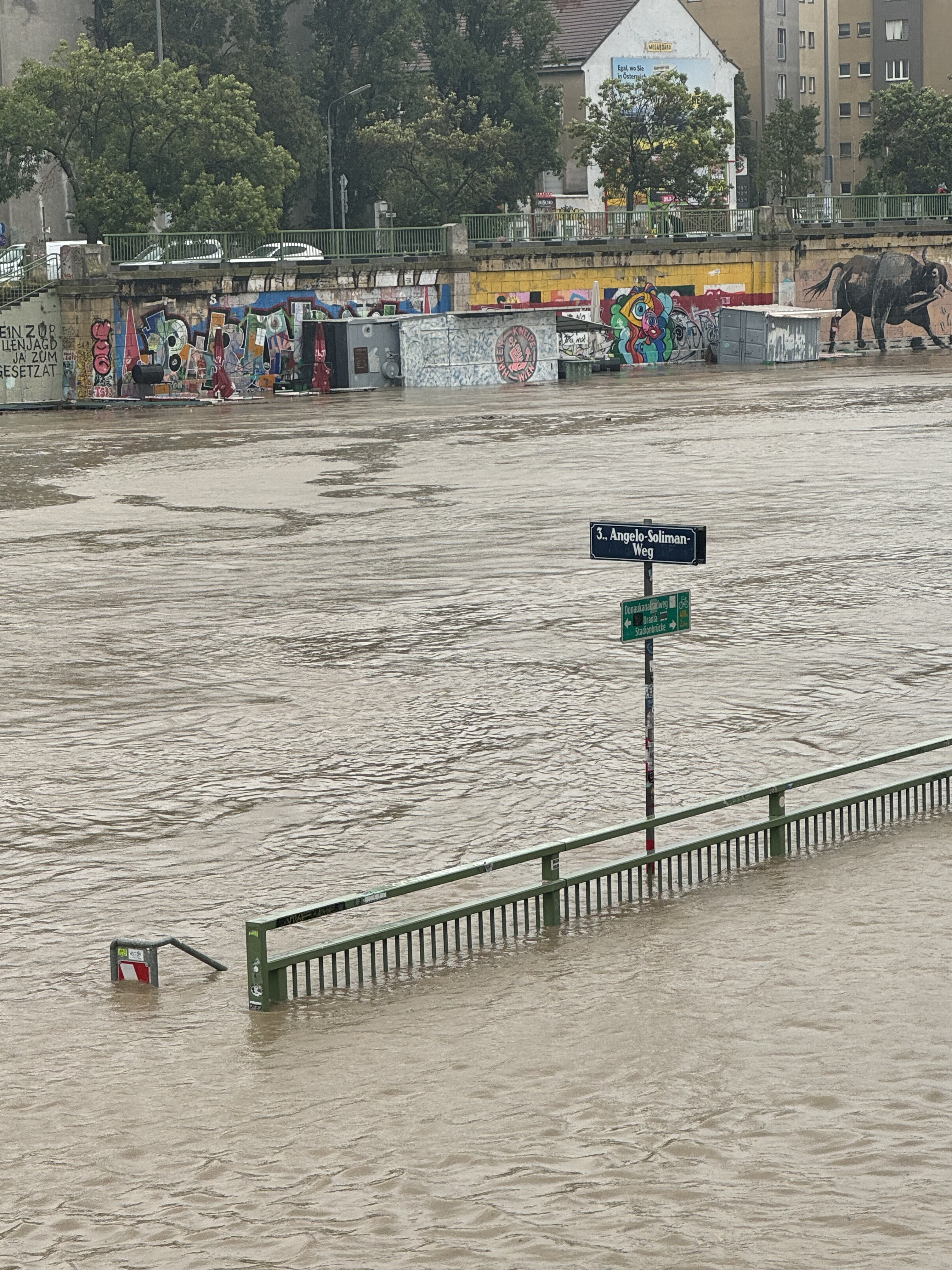
Hochwasser am 15. September 2024